# 封神演義 (漫画)
『封神演義』（ほうしんえんぎ）は、集英社『週刊少年ジャンプ』に1996年28号から2000年47号まで連載された藤崎竜による漫画作品。原作は安能務訳『封神演義』（講談社文庫）。
2017年8月時点で単行本の累計発行部数は2200万部を記録している。

## 概要
中国の古典怪奇小説『封神演義』を原作（厳密には下記の通り）としている作品。原典にはない「ギャグ・コメディ」の要素や改変点が多く盛り込まれている。また、メタフィクション要素やオマージュ的表現をも積極的に取り入れられている。
本作は安能務訳の講談社文庫版『封神演義』（安能の独自加筆あり）に基づいている。例として楊戩を「ようぜん」、哪吒を「なたく」と読んでいる。一方で、聞仲の読みは「もんちゅう」でなく「ぶんちゅう」とするなど、安能版とは異なるものもある。なお連載当初は安能訳の『封神演義』が原作とは記述されなかった。また、いわゆる超古代先史文明や古代宇宙飛行士説の要素も加えられ、遥か昔に存在した古代文明を歴史の裏で起きた「神」の戦争と繋ぎ合わせている。
作者の藤崎曰く「（本作の都合により）登場させなかったキャラクターも描きたかった」とコメントしている。終盤のトーナメントも梅山の七怪が出る予定だったが、名前やモチーフにしたと思われる端役が登場するに留まった。後年に『屍鬼』がコミカライズされる際には本作の一部の登場人物を原型にしたキャラクターデザインが流用されている。
連載終了後、殷周革命に別の解釈を交えた本作のパロディ（パラレルワールド）とも言える読切『異説 封神演義』が発表された。
2017年12月、完全新作が週刊ヤングジャンプにて2018年春に短期集中連載されることが発表され、本編の続編および外伝として『封神演義 外伝』（ほうしんえんぎ がいでん）が『週刊ヤングジャンプ』2018年21・22合併号より連載開始。また、2018年6月19日に吉上亮の手により本編の後日譚にあたるノベライズ作品『封神演義 導なき道へ』が刊行されている。

## あらすじ

### 本編
今から3000年前の古代中国、殷の王朝時代。第30代皇帝紂王は文武共に優れた名君であった。しかし邪心を持つ仙女の妲己を皇后に迎えて以来、彼女の怪しい術に惑わされ、かつての賢君は見る影も無い抜け殻になった。悪政を続ける紂王と妲己によって国は乱れに乱れた。そこで仙人界崑崙山の教主元始天尊は悪の仙道を神界に封じ込め、革命による新たな王朝を作る計画「封神計画」を弟子の太公望に実行させる。
太公望は妲己という強大な敵に立ち向かうため、持ち前の頭脳と人を惹き付ける人格で仲間達を集め、宝貝という仙界の道具を使い、共に封神計画を進めていく。そして紆余曲折ありながらも順調に進む封神計画の中、新たな事実が次々と判明していく。

### 外伝
全ての戦いが終わったのち、太公望は気ままにパワースポットを巡る旅を続けていた。四不象にはパワースポットに実る質の高い桃を味わうためと嘯き、遂には嫌気を差されて三行半の手紙を書かれるが、直後に桃の枝に「最初の人」の一人である神農が現れる。太公望は最初の人と共に消えた時間を移動できるスーパー宝貝「禁光銼」を探るべく、最初の人が具現できるパワースポットを巡っていたのだった。
禁光銼は神農が所持しており、野に無いことを安心するが、突如に神農によって魔家四将と戦っていた過去へ飛ばされる。過去では先に書かれていた三行半が原因で四不象が消失しかけるなど、歴史改竄の恐ろしさを身を以て体験し、過去の神農によって現在へ帰還するもそこは虚無の世界が広がっていた。神農曰く、先の時代に雉鶏精が現れ大規模な歴史改竄が発生したという。太公望は原因を止めるべく、再び過去へ向かって時間を遡る。

## 登場人物
担当声優は、アニメ『仙界伝』 / アニメ『覇穹』の順番に表記。CDブック版は『仙界伝』、各種ゲーム版はそれぞれ元となったアニメ版に順ずる。
ミュージカル担当俳優は、特筆がなければ第1弾（目覚めの刻）･第2弾（開戦の前奏曲）共通キャスト。

### 主要人物
太公望 / 呂望（たいこうぼう / りょぼう）
声 - 結城比呂 / 小野賢章 / ミュージカル - 橋本祥平
宝貝：「打神鞭」（だしんべん）、「杏黄旗」（きょうこうき）、「火竜鏢」（かりゅうひょう→後に黄天化に譲渡）、「NEW・打神鞭」、「太極図」（たいきょくず）
本作の主人公。元始天尊の直弟子にして、周の軍師。一人称は「わし」。一見、うつけ者を装っているが崑崙一の頭脳を持つ策士。元々は羌族の統領子息であり、12歳の時に家族を人狩りで失い、元始天尊にスカウトされ直弟子として仙人界で修業を積む。30年足らずで仙人級の実力をつけ、しかも申公豹を始め作中最強クラスの強者からにもその実力を認められている。位も崑崙十二仙と同格とされており、彼らの弟子達からは敬称「師叔（スース）」で呼ばれる。太公望の実力を見抜いた者からは「道化た振る舞いは実力を隠すための演技では？」と思われている。ピンチに追い込まれていても思わぬ奇策で逆転するということをやってのけるのが常道。
主要武器は風を操る宝貝「打神鞭」。主な技としては「打風刃」「打神風」「打風輪」などがある。打神鞭は後に趙公明との戦いで四不象の復活の玉の光を浴びたことで「NEW・打神鞭」にパワーアップし使える技のバリエーションも増えた。殷郊率いる殷軍との戦いにおいては崑崙山から力を貰い自身を強化する宝貝「杏黄旗」も使用し力押しで殷郊を圧倒した（崑崙山がなくなってからは使われなくなる）。仙界大戦後には三大仙人の一人・太上老君と出会い、スーパー宝貝「太極図」を手に入れる。入手時にはその強力さゆえ、まともに扱いきれずにいたが太上老君との夢の中の修業を経て完全にコントロールできるようになり、妲己のスーパー宝貝「傾世元禳」とも互角に渡り合った。戦闘においては主に他の宝貝（及びその能力・効果）を無効化する力が用いられた。当初はただ他者の宝貝を無効化する能力と認識されていたが、後に太上老君によってその真の能力が明かされた。
実年齢は72歳以上なためか言動がやや爺くさく、異性や恋愛には興味がない様子。また桃や酒が大好きな甘党で、苦い薬が飲めない。酒に関してはかなりの量を一度に飲酒でき、仙桃で酒化した海水をがぶ飲みしても酔いはするがハッキリした意識を保っていられる（ただ限界はあるようで四不象と酒の池に入った際には酔いつぶれて熟睡していた）。ほとんど使われないが、酔えば酔うほど強くなるという「泥酔拳」の達人。
性格はマイペースで飄々としている一方、平和な人間界を作るという信念は非常に強い。その信念から、仙人たちが引き起こす戦いに人間たちを巻き込むことを極端に嫌っている。仲間に対しては常に優しく厳しく接しており、非常に大切に想っている。基本的に冷静で、私情に走ったり感情を露わにすることは少ないが、申公豹には対抗心を燃やしている。左利き。
主に頭脳戦・心理戦を得意とし、敵を巧みにペテンに掛ける。なお、目的のために手段を択ばない事もあり、時には味方からもブーイングを受けるほどの卑怯な手を堂々と使う。
作中で仲間に「主人公らしくない」「影が薄い」などと貶されているが、読者からの人気は高く人気投票では常に1位をとっている。作者の遊び心で時々簡略化され、後にぬいぐるみとして再現された。
アニメ『仙界伝』では少々熱血漢で、右利き。
四不象（スープーシャン）
声 - 増川洋一 / 櫻井孝宏 / ミュージカル（操演） - 吉原秀幸
所有物：復活の玉
白いカバのような外観をした霊獣（シフゾウとはまったく異なる）。一人称は通常形態の時は「僕」で、戦闘形態の時は「俺」。元始天尊の乗り物だったが、太公望が封神計画の実行者に決定したことを機にお供の乗り物として渡される。極めて温厚かつお人好しな性格で、楊戩からは「他にないほど献身的で良い霊獣」と評されている。語尾に「〜っス」をつけた喋り方をする。見た目に反して動きは機敏で、敵の攻撃をかわすのが得意。好物はママが作ったカップケーキ。
元々は北欧にある故郷（スープー谷）でスープーパパ、スープーママ（声 - 池田昌子 / 名塚佳織）と暮らしていたが、1500年前にスープーパパが趙公明の突然の襲撃により負傷し引退、一家を支えるため、幼いながらも奉公に出された。太公望の良き理解者兼ツッコミ役として彼の旅に同行している。趙公明との戦いで石にされ一度命を落とすが、復活の玉で生き返ると同時に戦闘形態となり、金蛟剪を無力化する活躍を見せた。仙界大戦以降は自分の意志で戦闘形態に変身できるようになった。戦闘形態になると身体が巨大化し、飛行能力も上がり、相手の宝貝の能力を食べることができる。また、性格が別人のように荒々しくなり言葉遣いも悪くなる。
作者曰く、初期設定では小型のドラゴンをイメージしていたが、いつの間にかカバのようになったらしい。
哪吒（なたく）
声 - 宮田幸季 / 古川慎 / ミュージカル - 輝山立（目覚めの刻）→阿部大地（開戦の前奏曲）
宝貝：霊珠（れいじゅ）、乾坤圏（けんこんけん）、風火輪（ふうかりん）、混天綾（こんてんりょう）、金磚（きんせん）、火尖鎗（かせんそう）、九竜神火罩II（きゅうりゅうしんかとう・ツー）、金蛟剪（きんこうせん）
崑崙山の道士で宝貝人間。一人称は「俺」。本体は太乙真人が作った宝貝・霊珠で李靖と殷氏の三男が胎児の時にその胎児に寄生したが、一度宿主の肉体を失い、蓮の花を新しい宿主として蓮の化身として生き返る。自分を気味悪がって本体を処分しようとした父・李靖を恨み、追いまわしていたところで太公望に出会い、彼に敗れ、その後仲間となる。生まれたときから、銅製の腕輪型の射出武器である乾坤圏、両脚の下に浮く高速飛翔が可能となる風火輪、液体を振動させたり操れることが可能な混天綾の３つの宝貝を身に纏い、のちに肩に装備しビームを発射する金磚、熱を発する槍型の火尖槍、捕縛用だが圧縮攻撃にも転用できる九竜神火罩IIも追加し、物語を追うごとに強化されていった。強い敵を感じると真っ先に向かう戦闘狂的な性格。基本的に無愛想で容赦がないが、母親を慕い天祥を可愛がっている。物語後半では傷付いた楊戩を庇うなど、仲間意識も芽生えていく。他の仙道に比べ、常時多くの宝貝を使用できるほど体力ゲージも圧倒的に高く、精神攻撃等は一切効かないが、本人自体が宝貝のようなものなので、太極図の宝貝無効化能力の前では動けなくなる。太乙真人から宝貝や本体自身の改造、修理を施され、強化されていくロボットのような扱いを受けている。最終的には太公望の知略でスーパー宝貝・金蛟剪を本人にも内緒で組み込まれたスーパー宝貝人間となる。その際、霊珠を頭部に移植され、胸のダミーが破壊されると発動するギミックを取り入れた状態で王貴人と決戦。一度は胸部の霊珠まで破壊されたと思われた、その時に力が解放され、背中から宝貝の意匠にある鋏型の刃とパイプを生やした新スタイルとなり復活。雲霄三姉妹では白と黒の2匹の龍が精一杯であったが、哪吒は初戦闘でも7匹中4匹のドラゴンを放出できるほど金蛟剪を使いこなした。その後、女媧の山河社稷図が見出した異空間の中で修行を重ね、最終的には7匹の攻撃を超える黄金の竜を召喚するほどまでにパワーアップする。エピローグでは家族を失った天祥を引き取り、彼と共にパトロール（ただし少々過激）をして、日々を過ごしている。『仙界伝』では多少感情豊かであり、雷震子とよく張り合っている。突然ツッコミを入れたりなど天然ボケ気味な所も。また太公望が死んでしまったと思った際は「師叔」と叫ぶなど、より太公望への信頼や人間味が増す描写がなされている。名前の読みは安能版に則っている。
楊戩 （ようぜん）
声 - 千葉進歩 / 中村悠一、泊明日菜（幼少期） / ミュージカル - 安里勇哉
宝貝：三尖刀（さんせんとう）、哮天犬（こうてんけん）、六魂幡（りくこんはん）（変化の術により、見たことのある宝貝も使える）
崑崙山の道士。仙人名は清源妙道真君。実は通天教主の息子で妖怪仙人。一人称は「僕」。幼い頃、金鰲と崑崙の不可侵条約のために王奕と人質交換され、出生を隠匿し、玉鼎真人の門下で育つ。師匠以上の実力者にして、美形・自信家・犬好きかつキザなナルシスト。プライドが高く少々傲慢だが、実直な面もある。当初は、太公望が封神計画の実行者に相応しいか疑っていたが、彼の人格に感服し、以後は太公望の右腕となり共に戦う。ずっと崑崙では一部を除いて、妖怪仙人であることを隠して生きており、一度金鰲に忍び込み、父である通天教主に自身が人間であることを告げる。しかし、太公望との出会いを経てから聞仲との決戦時までには精神的に成長し、自分の弱さを人にさらすことが本当の勇気だと知り、聞仲戦の直前に堂々と半妖態の姿を仲間の前に見せつけた（この時に多くの仲間が、楊戩が妖怪仙人であることを知った）。生物や物体に変身できる「変化の術」を使いこなし（作中では妖怪仙人が姿を擬態する能力に近いとされる）、戦ったことのある敵に変化することでその宝貝を使用できるなど、通常でも味方側最強クラスの戦闘能力と高い汎用性を持つが、半妖態になるとその力はさらに増す。だが自身以上の実力者への完全な変身はできない。妲己にはよく楽しんで化けていることから、女装趣味も密かに疑われる。物語後半では、体の一部分だけを変化させることもできるようになり、全身を変化させなくても目にして来た様々な宝貝を使用可能になるなど、驚異的ともいえる多彩な戦闘能力を身に着けている。女媧との最終決戦では通天教主のスーパー宝貝、六魂幡を継承し戦い抜いた。人間たちからは信頼が厚く、通天教主の息子として妖怪からも認められている存在であることから、最終的には両者を繋ぐ新たな仙人界の教主となった。
アニメ版『仙界伝』では太公望の監視役であり、太公望が封神計画に背く行為をした場合には彼を抹殺するように命じられていたが、結局は太公望との間の友情を捨てきることができず、太公望に味方した。原作にあった傲慢さはあまりなく、少々ドジである。名前の読みは安能版に則っている。
武吉（ぶきち）
声 - 永澤菜教（ゲーム版） / 内田雄馬 / ミュージカル - 宮本弘佑
元は西岐で木樵をしていた天然道士の少年。自称・太公望の弟子。一人称は「僕」。太公望に憧れ、行動を共にする。天然かつ、純粋で真面目な性格。視力10.0（赤外線を感知できるため暗闇でも目が利く）であり、耳がとても良い上に水の上を走ることまでできるなど、驚異的な身体能力を持っている。また感情が高ぶった時の戦闘能力は高く、趙公明を殴り飛ばしたこともある。膨大かつ意外なバイト遍歴を持ち、それによって習得した数々の技能を披露する。宝貝は使えないが、持つことはできる。
名前の読みは安能版に則っている。

### 妲己三姉妹
妲己（だっき）
声 - かかずゆみ / 日笠陽子 / ミュージカル - 石田安奈
宝貝：傾世元禳（けいせいげんじょう）、五火七禽扇（ごかしちきんおう）、金霞帽（きんかぼう）
本作のヒロインかつラスボス（1人目）。金鰲島出身の仙女であり殷の皇后。自他共に認める絶世の美女であり、謎が多い。一人称は「わらわ」。正体は1500年生きた狐の妖怪仙人で、金鰲三強の一人で聞仲や趙公明と並ぶ実力者。スーパー宝貝「傾世元禳」により完成させた誘惑の術（テンプテーション）を使い、紂王を誑かし贅沢三昧の悪政を行う。派手好きで明るく可愛らしい振る舞いをしているが、その内面は冷静かつ頭脳明晰。残忍で享楽のために人間を殺したりしているが、妹想いの性格でもある。
自ら戦いに赴くことは滅多にないが戦闘力においても圧倒的で、身に着けるだけでも消耗する宝貝を多数装備している。接近戦では衝撃波を巻き起こす宝貝・五火七禽扇を使い、傾世元禳による防御力で並大抵の攻撃は効かない。また太公望以上に恐ろしい策略家で、他人の心理を読み取り思うがままに利用することが得意。
魂魄だけで移動し、他の人間の肉体を乗っ取る「借体形成の術」を習得している。この術で歴代の皇帝の后となって意のままに操り、夏王朝では末喜（ばっき）、60年前の殷では王氏（おうし）を名乗っていた。現在の妲己の体も、元は冀州侯の娘が紂王の后に召される際に乗っ取ったもの。
非常に強力な使い手である一方、主人公たちと激突したのは中盤くらいで、以後の戦闘シーンはほとんどない。
末喜時代に女媧と出会って配下となり、その指示通りに時の王朝を衰退させるため、王に悪政を行わせていた。当初は服従を装い、隙あらば女媧の力を乗っ取ろうとしていたが、後に歴史の真実を聞いてからは、地球の全てと一体化し永遠の存在になることを望む。そして最終決戦直前に女媧の肉体を乗っ取り、太公望（伏羲）に別れを告げて地球と融合する。その後、女媧の自爆に巻き込まれた伏羲を救い出した。
アニメ版『仙界伝』では、歴史の黒幕が時の王朝を衰退させるため用いてきた傀儡。聞仲との死闘で封神されるが、魂魄はいまだ仙界に囚われたままであった。太公望たちが元始天尊を説得した直後、自我に目覚め「己は人形ではない」という激情・怨嗟にかられたまま太公望たちを襲うが、彼らの奮闘やその見苦しさに失望した申公豹の一撃、そして太公望の止めによって涙を流しながら消滅した。
後日談に当たるゲーム版『仙界伝弐』では、上述の地球との融合を試みた後、地球の大地からはじき出された（妲己いわく「地球にふられた」との事）為に地球の大気と融合するという不完全な結果を迎えており、その過程で女媧や太上老君、そして太公望も見てきた、「何度も愚かな行動を繰り返し、地球を汚し自滅していく人類の愚かさ」を見たことで人類に愛想を尽かし、「歴史の編纂者」を名乗って、異常を起こし機能停止した封神台から這い出てきた妖怪たちも抱き込んで地球から人類の根絶を図るが、それを善しとしない天祥らや崑崙の仙道一同によって阻止・撃破され、魂魄の光に変えられたところで、あらゆる光彩を取り込む石「残光石」に喜媚・貴人ともども封印された。
胡喜媚（こきび）
声 - 千葉千恵巳 / 南條愛乃
宝貝：如意羽衣（にょいはごろも）
妲己の義妹で、貴人の義姉。見た目は最も幼い。自称悪徳ロリータで、妖怪たちからはアイドル的な扱いを受けている。語尾に「☆」をつけるのが特徴で、効果音も「ロリッ☆」。可愛いものに興味を惹く傾向がある、（自称）四不象の婚約者。
子供っぽい言動が目立つが、かなりの実力者。何にでも変化することができる如意羽衣を使いこなす。女媧の力でパワーアップした後には、楊戩に自分以上の変化の使い手と言わしめ、スーパー宝貝すら凌ぐ能力を得た。
正体は雉鶏精（時間を行き来できる雉の妖怪仙人）。原型・半妖態時に撒かれる羽には、触れたものの時間を退行させる作用があり、その影響を受け続けると肉体が胎児にまで戻り死亡する。
『仙界伝』では如意羽衣による変化の術で天化を苦しめるが、殷洪の「陰陽鏡」で宝貝を無効化され大ダメージを負う。その後彼を不意打ちで殺そうとするが、自我を失った怪物となった紂王に阻止され封神される。
王貴人（おうきじん）
声 - 柚木涼香 / M・A・O
宝貝：紫綬羽衣（しじゅはごろも）
妲己と胡喜媚の義妹。姉二人と比べて比較的常識人だが、人間に対する残虐さは変わらない。一人称は「私」。口癖は語尾に「っ!!」。
紫綬羽衣は毒蛾の鱗粉と飛行能力、防御能力を持つ。終盤、女媧の力でパワーアップし、琵琶の弦での拘束や振動を増幅しての破壊ができるようになり、紫綬羽衣の防御力も格段に向上した。
正体は玉石琵琶の妖怪仙人。
序盤で太公望と戦い敗れて原型を晒されて以来、太公望に並々ならぬ復讐心と執着心を抱いている。その後、対戦した哪吒に仕込まれていた金蛟剪に破れ、ふたたび原型の姿となってしまう。それ以降は出番はなかったが、最終話前編でふたたび原型から復活した。
『仙界伝』では太公望一行を胡喜媚と共に襲撃し、毒蛾の鱗粉の可燃性を利用して窮地に追い込むが、太公望の打神鞭の一撃と彼女が起こした炎により原型を現すことなく封神される。

### 周
姫昌（きしょう）
声 - 麦人 / 清川元夢
朝歌の東西南北を治める四大諸侯の一人で西伯侯。後に文王と呼ばれる偉人。一人称は「私」。26人の妻と100人の子（実子99人＋養子・雷震子）を持つ。温厚な性格で、的確な判断力を持ち、民からの信頼も厚い。妲己の策にはまり数年間幽閉され、長男を殺されたうえ、その肉で作ったハンバーグを食べさせられる。その後太公望と出会い彼を西岐に迎える。伯邑考の死に端を発する拒食症により衰弱、全てを太公望と次男に託し生涯に幕を下ろした。
『仙界伝』では末子（雷震子）とも再会、指導者としての有能な面も見せている。死因は「長年の幽閉生活で衰弱していた上に、遠征での過労」であり、最終回で亡くなった。
姫発（きはつ）
声 - 小林和矢 / 小野大輔 / ミュージカル - 松井健太（開戦の前奏曲）
姫昌の次男で周公旦の兄。若い頃の父親に似ている。一人称は「俺」。女好きでだらしない反面、正義感が強く根は真面目で周囲からの人望は厚い。妲己の誘惑の術にかかっていない。
姫昌の死後武王を名乗り西岐を周と改め、周の初代王となる。殷を倒す戦争を起こすが、その牧野の戦いで腹に深手を負い、以後はやつれた姿となった（実際の歴史ではその後死ぬ）。
姫旦（きたん）
声 - 瀬野雅彦 / 内匠靖明
姫昌の四男で姫発の弟。西岐で最高の政治家と言われ、民からは敬意を込めて周公旦と呼ばれている。一人称は「私」。冷静沈着で生真面目な性格。太公望との初対面の時点では10代の男子だが、少々老け顔。趣味として象を多頭飼っている。よくハリセンで太公望にツッコむ。
史実では武王の死後、成王の摂政となる。孔子の尊敬する人物としても有名。
姫伯邑考（きはくゆうこう）
声 - 飛鳥紅一、光明寺敬子（アニメ版・幼少）、竹間千ノ美（ゲーム版・幼少） / 羽多野渉
姫昌の長男。真面目で有能な美男子で、妲己の誘惑の術に対しても堪え切る精神力を持つ。琴を嗜み、かなりの名手として知られていた（そのせいで妲己に呼び出される理由として使われた）。一人称は「俺」。父親を救うため朝歌に赴いた際、妲己に殺されハンバーグにされる。
南宮适（なんきゅうかつ）
声 - 西村智博（CDブック版）、真砂勝美（ゲーム版） / 河本邦弘（センクロ）
周の将軍。マッチョな熱血漢。暴走しがち。料理は得意。黄飛虎が周に来たため将軍ではNo.2になってしまい、事あるごとに飛虎に食って掛かっていたが、彼の死後には張り合いをなくした様子。
黄飛虎（こう ひこ）
声 - 田中一成 / 細谷佳正 / ミュージカル - 高松潤（目覚めの刻）→宮川智之（開戦の前奏曲）
武器：大鉄棒→飛刀（ひとう）
（元）殷の鎮国武成王→周の開国武成王。4児の父親。一人称は「俺」。大雑把で明るくかつ豪快な性格。天然道士の中でも屈指の強さと強靭さを持ち、宝貝すら素手で破壊し、妲己の誘惑の術にもかからない強靭な精神も持つ。また身体能力だけでなく武芸も超一流であり、紂王の武術指南役も務めていた。
先祖代々殷王家に仕え、紂王に忠義を尽くしていた。黄飛虎も国家の柱石となり、頑なな聞仲とぶつかり合いながら親友となる。妲己を倒しに来た太公望と出会い、互いに信頼関係を結ぶ。数年後、妲己の策略により妻と妹を失い殷を見限り、周に参加し開国武成王に封じられる。聞仲とは相容れぬ道を歩んだ末に仙界大戦において激突する。己の命を賭け聞仲にかつての心を取り戻させた後、封神される。
黄天祥（こう てんしょう）
声 - 松本さち（ゲーム版） / 小林大紀
武器：槍→飛刀（ひとう）
黄飛虎の四男で末っ子。天然道士で父親譲りの怪力少年。一人称は「僕」。哪吒に懐いている。当初は槍を振るっていたが、父の死後、妖精・飛刀を愛刀として振るう。
WSのゲーム版「仙界伝弐」では、周王朝に仕える若き将軍として成長を遂げており、同作の主人公である。
黄天禄（こう てんろく）
黄飛虎の長男。父と行動を共にしている。ゲーム・仙界大戦では黄天爵と取り違えられている。
黄天爵（こう てんしゃく）
黄飛虎の三男。天化よりも長身。ゲーム・仙界大戦では黄天録と取り違えられている。
黄飛彪（こう ひひゅう）、黄飛豹（こう ひひょう）
黄飛虎の弟。殷を離れるなど兄と行動を共にしている。
賈氏（かし）
声 - 植原美幸 / 中原麻衣
黄飛虎の妻で、4児の母親。一人称は「私」。美人で黄氏とは仲良し。妲己の策略により紂王と引き合わされ、妾になるように言われるが、断れない立場と受け入れない心の結論として自ら命を絶つ。
黄氏（こうし）
声 - 加藤優子 / 小松未可子
黄飛虎の妹。一人称は「私」。紂王の第三王妃であり、別名・黄貴妃。妲己の策で賈氏を失い、今までの怒りも込めて紂王を見限って殴り、飛虎を縛りから開放するため賈氏と同じく楼閣から身を投げる。
黄明（こうめい）
声 - 相馬康一
黄飛虎と義兄弟の契りを結ぶ四大金剛の一人。首に「轟」と書かれている。ちょびヒゲで荒々しい性格。
周紀（しゅうき）
黄飛虎と義兄弟の契りを結ぶ四大金剛の一人。長髪で丁寧口調。かなりの美形。
竜環（りゅうかん）
黄飛虎と義兄弟の契りを結ぶ四大金剛の一人。両目の下に縦線のようなものがある。
呉謙（ごけん）
黄飛虎と義兄弟の契りを結ぶ四大金剛の一人。長身で鼻が長い。

#### 周の道士
雷震子（らいしんし）
声 - 松本梨香 / 小林裕介
宝貝：天騒翼（てんそうよく）
幼少の頃に姫昌に拾われた百人目の子供。一人称は「俺様」。仙人骨があったため、雲中子にスカウトされ弟子になったが、彼の改造により、黒い肌になり雷と風を発生させる翼状の宝貝・天騒翼を背中に生やした体と化す。その後、紆余曲折を経て太公望と会い仲間となる。崑崙山で修行したのち殷周革命に参加。初期に登場し中盤まではメインの戦力として活躍するが、次第に出番がなくなり作中でもそれをネタにされている。
『仙界伝』では姫昌が四大諸侯の宴に向かう道中で拾われ、その直後白鶴童子によって仙人界に連れて行かれた。漫画版と違い終始メインキャラクターとして活躍する。姫昌との縁を重要視され、拾われる場面から朝歌脱出直後の再会も描かれ、そして姫昌の死を看取っている。駄洒落を連発するなど若干コメディーリリーフ的な役割もあった。
黄天化（こう てんか）
声 - 山岸功 / KENN / ミュージカル - 陳内将（目覚めの刻）→太田将熙（開戦の前奏曲）
宝貝: 莫邪の宝剣（ばくやのほうけん）、鑚心釘（さんしんてい）、火竜鏢（かりゅうひょう）、莫邪の宝剣II（ばくやのほうけんツー）
崑崙山の道士で黄飛虎の次男。清虚道徳真君にスカウトを受けた。殷を造反し追手に発見された父を助けに現れる。父親譲りのまっすぐな根性と戦闘力、そして母親譲りの黒髪の持ち主。一人称が俺っちで語尾が「〜さ」。喫煙家。ライトセーバー状の宝貝・莫邪の宝剣を主な武器とし、後に四聖戦で炎を放出するブーメラン型宝貝・火竜鏢、魔家四将戦で小型の宝剣・鑚心釘を手に入れ、最終的には柄の両側に刃が伸びる莫邪の宝剣IIと莫邪の宝剣の二刀流を使う。接近戦には絶対の自信を持ち、非常に負けず嫌い。
余化との戦いにより、呪い（流血の止まらない傷）を負う。それでも様々な戦いを切り抜け、最後は禁城にて紂王と一騎討ちをした後、戦線から退くことを決意するが、その直後名も無き一般兵に虚をつかれ、背後から刺され封神された。
アニメ版『仙界伝』では、タバコではなく木の枝を咥えている。
土行孫（どこうそん）
声 - 山口勝平（CDブック版） / 日野聡
宝貝：土竜爪（どりゅうそう）
懼留孫の弟子。根っからの女好き。一人称は「オイラ」。男らしく女性を大事にする性格なのに、モグラ体型のためか一度もモテたことがなかった。本人は竜吉公主や碧雲のようなタイプの女性が好みらしいが、蝉玉に一方的に一目惚れされて以来、ずっと彼女に付きまとわれ、最終的には結婚させられた。姫発や天化とは結構気が合う。地中に潜ることができ、指部をミサイルとして飛ばすこともできる宝貝・土竜爪を持つ。
鄧蝉玉（とう せんぎょく）
声 - なし / 朝井彩加
宝貝：五光石（ごこうせき）
金鰲出身の道士。聞仲から周に派遣された、自他共に認める美少女スパイ。一人称は「アタシ」。思い込みが激しく一途で明るい性格。カバやカピバラのようなフェイスラインに弱いらしく、土行孫に一目惚れする。四不象とも仲が良い。鳥型宝貝を操る道士にストーカー被害に遭って以来大の鳥嫌い。投げると必ず当たる上にくどくて濃ゆい顔になる宝貝・五光石を持つ。太公望により土行孫に惚れた点を利され公認スパイ兼一行の一員として参加。最終的には土行孫と半ば無理矢理結婚する。
妲己に負けず劣らずのかなり肌の露出が多い衣装を着ている。封神の書では陳桐の左隣に書かれていた。
名前の表記は安能版の誤記（蝉玉）だが、本来は嬋玉である。
李靖（りせい）
声 - 伊藤健太郎 / 新垣樽助
宝貝：玲瓏塔（れいろうとう）
哪吒・金吒・木吒の父親。陳塘関の総兵官。一人称は「私」。かつては崑崙山の度厄真人の元で修行していた道士だったが、修行から逃げ出した。霊珠から産まれた哪吒を不気味に思い、水棲霊獣王の怒りを恐れて哪吒の墓を壊したことで哪吒に恨まれ何度も殺されかけているが、根本的には完全に互いを忌み嫌ってはいない様子。夫婦仲はいい。最初は宝貝を持っていなかったが、後に修行し直し、怨念パワーで相手の自由を奪い呪い殺す宝貝・玲瓏塔を授かる。最終的には人間界に戻り、妻と暮らしている様子。
崇黒虎（すう こくこ）
声 - 石塚堅 / 野島健児（センクロ）
崑崙出身の若い道士（原作では截教出身）。崇候虎の弟。兄が妲己に捕らわれていたため殷を裏切れずにいたが、姫昌の説得により周側の味方になる。宝貝は持たないが、武術は仕込まれている。神鷹を引き連れて鳥を操る。妙に悟ったような話し方で、かなりマイペースな性格。
『仙界伝』では姫昌の暗殺を企むなど、少々過激な性格である。

### 殷
紂王（ちゅうおう）
声 - 松田佑貴 / 浪川大輔 / ミュージカル - 瀬戸祐介（目覚めの刻）
殷王朝の第30代王。文武共に優れた賢君であったが、女癖が悪い点を妲己に突かれ、以来ふぬけた昏君（フンチュン）と化し、妲己に操られたまま悪政を続け民を苦しめる。一人称は「予」。
妲己の改造により外見は年齢に反して非常に若々しく、その力は飛虎さえも圧倒した。牧野の戦いでは、最初は子供の姿で登場。矢に射られれば矢が刺さらないほど硬くなり、馬に追われれば馬より速く走れるようになるという「殷王家の力」の全貌を見せ、攻撃される毎に強化されていき、凄まじい強さで楊戩ら崑崙の道士たちを圧倒した。完全に人外の化け物と化したが、自らを王と見るものが誰一人居ないという事実に愕然とし、妲己の不在もあって誘惑の術が解けて理性を取り戻した。自分にはもはや王の資格が無いと悟り、戦意を喪失。城へ戻って周軍に城を明け渡す。
本心から妲己が好きだったらしく、最期まで彼女を思いながら殷の民の目前で武王の剣に討たれ、封神された。
『仙界伝』でも妲己の改造を受け、巨大な化け物のような姿になり殷を壊滅させた。殷洪の姿を見て自我を取り戻し、妲己に反旗を翻すが妲己により封神される。
原作における紂王も仙人を圧倒する力を持つが、人間にしてなぜそのような力を持つ理由については言及されていない。
殷郊（いんこう 『仙界伝』ではインチャオ）
声 - 鶴野恭子→輝山新 / ミュージカル - 長江崚行（開戦の前奏曲）
宝貝：番天印（ばんてんいん）
紂王の第一子。殷の皇太子。一人称は「僕」。母親が自殺をしたのち立場が危うくなり、朝歌脱出を試みるが、護衛を名乗っていた方弼、方相によって窮地に陥り、太公望に助けられる。民と父親を見捨ててきたことを申公豹に激しく責められるが、元始天尊が仲裁に入り、仙人界で広成子の弟子として修行する。それ以降も申公豹の言葉が頭から離れず下山後、殷の王太子として太公望らと敵対する道を選択する。押印（ロックオン）した者を追尾ビームで100%殺傷する宝貝・番天印を持つ。太公望との戦いの最中、弟を討ったことに錯乱しその隙を突かれて太公望により封神される。享年18。
『仙界伝』では黄飛虎と決闘を演じ、悲しい最期を遂げた。
殷洪（いんこう 『仙界伝』ではインホン）
声 - 豊島まさみ→茉雪千鶴 / ミュージカル - 田口司（開戦の前奏曲）
宝貝：陰陽鏡（おんみょうきょう）
紂王の第二子。殷郊の弟。一人称は「僕」。兄と同様に太公望に助けられ、仙人界に入った。赤精子の弟子。妲己を倒し父を救うことで崑崙への義理と民への責任を果たそうと考えている。崑崙を裏切った兄を説得するが、太公望と兄の戦いの最中、兄の攻撃から太公望をかばって封神される。
『仙界伝』では成長後は漫画よりも大人びた性格をしている。無数の鏡で光線を反射させ攻撃する宝貝・陰陽鏡を使う。陰陽鏡の真実を映し出す特性で喜媚を撃退するも、妲己には通用しなかった。
姜妃（きょうひ）
声 - 三浦七緒子
殷郊・殷洪の母親。元は紂王の正妻であったが、妲己にその座を奪われる。その後、牢獄に入れられ自害し封神された。
『仙界伝』ではデザインが一新され、扱いも大きく変わった。
梅伯（ばいはく）
殷の上大夫。乱れる国を憂い紂王を昏君と諫言するが、処刑される。
商容（しょうよう）
聞仲が呼び戻した政治のエキスパート。原作では非常に出番が多いが、漫画版では数えるほどしか登場しない。
比干（ひかん）
聞仲が呼び戻した政治のエキスパート。
朱氏（しゅし）、朱妃（しゅひ）
声 - 高山みなみ（ゲーム版） / 名塚佳織
約300年前、聞仲のライバルだった女性であり、彼より4歳上。一人称は「アタイ」。その後、当時の王に気に入られ第二王妃となるが、当時の殷は弱く度々他国（羌族）に攻め入られていて、その戦争のさなか命を落とす。絶命間際、自分の子を聞仲に託した。

#### 殷の仙人・道士
聞仲（ぶんちゅう）
声 - 松山鷹志、森久保祥太郎（幼少期） / 前野智昭 / ミュージカル - 畠中洋
宝貝：禁鞭（きんべん）
金鰲島出身の道士で殷王朝の太師（軍師）。金鰲三強（金鰲島の教主である通天教主に匹敵する実力とスーパー宝貝を所持する妲己、趙公明、聞仲の三名）の一人。一人称は「私」。半径数km以内に入った対象を打ち据えるスーパー宝貝・禁鞭を持ち、霊獣・黒麒麟（こくきりん）に跨る。元は仙人骨を持たなかったが、過酷な修行を繰り返し、腐りかけるほど肉体を酷使し続けたところ仙人骨が生まれ、通天教主からスカウトされ道士となる。人間には宝貝を使用しない主義だが、崑崙の仙道にはいたって冷徹。知謀は妲己と比肩するほどで、四聖、張奎など有能な部下も持ち、部下からも命がけの忠義を尽くされるほど篤く慕われている。
300年以上前から殷に忠誠を誓い、歴代の太子の教育係兼王の参謀として関わっており、殷を我が子と呼び、それを害する者には容赦がない。その攻撃力と肉体強度は凄まじく、策を巡らし自分と対立していた十天君を全滅「させて」金鰲島を壊滅へと導き、たった一人で十二仙のほぼフルメンバーからの集中攻撃を黒麒麟の外殻で凌ぎ、本気を出し瞬殺。普賢真人の太極符印による自爆にも耐え抜き、そのまま元始天尊のスーパー宝貝、盤古旛の1000倍重力を跳ねのけて撃退し、崑崙山をも崩壊させる。しかし、盟友である黄飛虎との友情の中に潜む人間らしい弱さを王天君に見抜かれ、その隙を突かれて戦地に黄飛虎を送り込まれてしまう。黄飛虎からの命がけの説得を受けるうちに、徐々に心が揺らぎ、彼が封神された後、自分が本当に取り戻したかったものを思い出す。その後、太公望との一対一の決闘の果てに、黄飛虎亡き後の殷に己の求める世界が無い儚さを理解し、太公望に人間界を託し自ら崖に身を投げた。仙界大戦の時点で蓬莱島の存在を突き詰め、崑崙山を撃破した後は蓬莱島をも打ち倒すつもりでいた模様。享年316。
『仙界伝』では生き残り、最終決戦で太公望と共闘。その後は陰ながら新しい世界を見守ることに決め、黒麒麟と共に去っていった。
名前の読みは安能版でなく本来のものに則っている。
張奎（ちょうけい）
声 - 川島得愛 （ゲーム版） / 市川太一（センクロ）
宝貝：土竜爪（どりゅうそう）、禁鞭（きんべん）
聞仲の腹心の部下。金鰲島出身の道士で、メンチ城の守備担当。一人称は「僕」。聞仲を誰よりも尊敬している。崑崙版より高性能で土を自在に操る宝貝・土竜爪を持ち、妻の高蘭英・烏煙と行動を共にしている。やや地味な印象もあるが、実は聞仲も認める実力者で、土竜爪の能力と妻と烏煙の連携で崑崙側の道士を一気に足止め、特に実力の高い哪吒、楊戩、黄天化の3人とも互角に立ち回っている。メンチ城で進軍してきた周軍および崑崙道士と交戦するが、太公望に封神台で聞仲の魂魄と引き合わされ、聞仲に諭されたことで殷陣営から離脱した。後に聞仲の禁鞭を継ごうと試みるが、女媧の妖怪の部下との初戦では、気位の高い禁鞭に認められず制御できず苦戦した。しかし、いつまでも聞仲の影を追うのではなく己の道を見つけようと覚悟を決めた瞬間、禁鞭からその器の成長を認められ撃破に成功する。その後は禁鞭を自在に操るようになり、さらに山河社稷図の異空間での修行を経て、聞仲を超える精度で禁鞭を使いこなせるまでに至った。こうして太公望らと共に女媧との決戦に臨み、善戦を見せた。作中で唯一妲己を殴った人物。最終的には妖怪達をまとめ上げる代表者となる。
高蘭英（こうらんえい）
声 - 植原美幸（ゲーム版）
宝貝：太陽針（たいようしん）
張奎の妻で道士。ハリウッド女優なみの美人。多数の針を敵に刺し体を麻痺させる宝貝・太陽針を持つ。夫には献身的で、太公望にもある種の敬意を抱いていた。
陳桐（ちんとう）
声 - 檜山修之 / 小林親弘（センクロ）
宝貝：火竜鏢（かりゅうひょう）
妲己の配下で、原型は蟷螂の妖怪仙人。一人称は「俺」。宴会用の塔の建設の労働力として人狩りを妲己から命じられ、軍を率い近くの異民族の村を襲うが、村人の安全を確保した太公望に妨害を受ける。そのため半妖態となり太公望と戦うが、名前の響きが雑魚っぽいと虚仮にされて精神のバランスを欠いた上に、火竜鏢を使いこなせていないことをも見破られ、自身の周囲に炎が襲い進退窮まり太公望を道連れにしようとするが、打風刃を受け原型に戻る。そして人狩りは許されないと踏みつけられる（『仙界伝』では自らの炎でそのまま燃え尽きた）。封神第一号だが、妲己麾下でも上位に入る実力者だった。
方弼（ほうひつ）&方相（ほうそう）
声 - なし / 村上裕哉（方弼）、山本祥太（方相）（センクロ）
原型が巨岩の妖怪仙人。一人称は「俺」。方弼は兄で色白、方相は弟で色黒。妲己の誘惑の術で操られ、殷から逃亡した殷郊・殷洪を追いかけ、さらにはそれを餌として太公望の殺害を命じられる。宝貝は持たないが岩をも砕く力と打風刃を防ぐ頑丈な肉体をもって太公望を苦しめた。しかし岩が原型であることを逆手に取られ、火竜鏢の炎と地下水による水攻めにより肉体が熱疲労を起こし崩壊の危機に陥る。しかし直後に両太子に救われ、誘惑の術も解けて正気を取り戻した。その後は臨潼関で石屋を営み、人間として暮らしている。
高丙（こうへい）
声 - 土屋利秀 / 山本格（センクロ）
宝貝：蕩魔杵（とうましょ）
殷を離れた黄飛虎らに妲己が放った三人組の一人。臨潼関門前で黄飛虎に襲いかかるが一撃で封神される。『仙界伝』では少し見せ場があり。
黄倉（こうそう）
声 - 伊崎寿克 / 田所陽向（センクロ）
宝貝：名称不明（槍状の宝貝）
殷を離れた黄飛虎らに妲己が放った三人組のリーダー格。臨潼関・総兵の張鳳（声 - 土屋利秀 / 野川雅史）を殺害し黄飛虎らを待ち受ける。黄飛虎の父を人質としていたが、天化に両断される。
『仙界伝』では張鳳は太公望に感銘して難民を護衛していたため、存命している。人質にしていたのは殷郊・殷洪兄弟。
呂能（りょのう）
声 - 天神有海 / 野上翔
殷を離れた黄飛虎らに妲己が放った三人組の一人。黄飛虎の父を人質として降伏を迫るが、現れた黄天化に瞬殺される。
張桂芳（ちょうけいほう）
声 - 川島得愛 / 木島隆一（センクロ）
宝貝：叫名棍（きゅうめいこん）
聞仲の命令で黄一族を追ってきた道士。一人称は「私」。名前を呼んだ相手の動きを止めるメガホン型の宝具・叫名棍を持つ。青竜関・総兵。黄一族（『仙界伝』では黄飛虎、天化、雷震子、殷郊・殷洪兄弟、楊戩）、太公望、四不象の動きを止め風林に捕獲させるが、哪吒に風林が封神されたため形勢が逆転、霊珠を取り出そうと動いたところを天化に瞬殺される。
風林（ふうりん）
声 - 高橋広樹 / 手塚ヒロミチ（センクロ）
宝貝：紅珠（こうじゅ）
張桂芳配下の道士。一人称は「私」。巨大化して相手を捕らえる数珠の宝具・紅珠を持つ。黄一族（『仙界伝』では黄飛虎、天化、雷震子、殷郊・殷洪兄弟、楊戩）、太公望、四不象、哪吒を捕獲するが、哪吒に紅珠もろとも破壊され封神される。
周保（しゅうほう）
妲己の配下。酒池肉林を諌めた姜桓楚、鄂崇禹を殺害した二人の男の一人。

### 崑崙山脈
三大仙人の一人、元始天尊を教主として、太公望をはじめ多くの仙人や道士たちを養成している。総本山（崑崙山）の他の山々があり、仙人や道士がそこに住み着いて修行を行っている。主に人間の仙人が生活する場所。妖怪仙人も少数ながら存在。
元始天尊（げんしてんそん）
声 - 大木民夫 / 津田英三
宝貝：盤古旛（ばんこはん）、飛来椅（ひらいい）、千里眼（せんりがん）、封神台（ほうしんだい）、ニセ禁鞭（にせきんべん）
崑崙山の教主で三大仙人の一人。一人称は「ワシ」。太公望の師。封神計画を立案し太公望に実行させた張本人。普段は何もせず怠けているように見えるが、封神台を起動させ大陸全土を覆う封神フィールドを貼り続けていたり、千里眼によって人間界を監視していたりする。
重力を操ることができるスーパー宝貝・盤古旛を有し、戦闘力も三大仙人と呼ばれるにふさわしい実力者であったが、聞仲との戦いでは封神台に力を使っていることもあり、重力を1000倍まで引き上げるも敗北した。
女媧の存在に気づいており、その存在を滅することを誓っている。封神計画も真の目的は女媧の消滅であった。最終盤では封神台を開放、封じられていた魂魄の力を太公望に与え、女禍を圧倒させて消滅させた。弟子の太公望に劣らずの策略家でもあり、聞仲による仙界大戦以外は彼の計画通りになった。最終的に教主を引退、神界の管理人となる。
『仙界伝』では「導（しるべ）」の命を受け人間界を影からコントロールする役目を負っており、妲己を派遣した張本人。終盤、真実に気付いた太公望たちと敵対する。
白鶴童子（はくつるどうじ）
声 - 小林和矢 / 高梨謙吾
元始天尊の弟子兼付き人。鶴の姿をした妖蘖。一人称は「私」。おだやかな性格。太公望と仲が良く、登場する崑崙の仙道とは大抵顔見知りである。体術（白鶴の舞）を会得しているらしい。
竜吉公主（りゅうきつこうしゅ）
声 - 加藤優子（ゲーム版） / 早見沙織
宝貝：霧露乾坤網（むろけんこんもう）、盤古旛（ばんこはん）
崑崙最強の美仙女。一人称は「私」。燃燈道人とは異母姉弟。両親が仙人同士のいわゆる純血種なため、仙人界の清浄な空気の中でしか生きられない（地上の空気は毒と同じで体を蝕み、香を焚きしめた部屋にいても身体へのダメージを免れない）。水を操る攻防一体の宝貝・霧露乾坤網を持ち、本来は妲己や聞仲に匹敵する実力の持ち主とされる。凛とした佇まいを持ち、美しさでも妲己と肩を並べられるほど。戦闘シーンが描かれたのは、劉環との対決くらいしかない。
金鰲島との決戦の際は、趙公明との戦いでエネルギーがなくなった崑崙山の操縦を担当。しかしそのためエネルギー切れとなり、その後は殆ど何もできなかった。後に女禍との決戦に合わせて元始天尊より盤古旛を受け継ぐが、地上に長く居たことで決戦直前に体調が悪化して、フルパワーを使うことなく盤古旛を燃燈に譲り戦線離脱した。
崑崙山脈崩壊後は自分の死を予感していたが、蓬莱島の環境が良かったためか、一命は取り留めた模様。
燃燈道人（ねんとうどうじん）
声 - 上田祐司（ゲーム版） / 寺島拓篤
宝貝：飛焔剣（ひえんけん）、盤古旛（ばんこはん）
かつて崑崙十二仙のリーダー的存在だった仙人。一人称は「私」。竜吉公主の異母弟である事から、彼女のことを熱烈に敬愛している（周囲は引き気味にシスコン扱いしている）。性格は冷酷な言動が目立った原作版とは正反対の熱血漢で、周りからは少々暑苦しいといった印象を与えている。ただ実力主義的な面があり、実力の有る者以外には冷たい。当時の仙人界では廃れていたはずの術を使いこなし、宝貝を使わずとも凄まじい能力を発揮することが出来る為、仙人の原点とも言えるレアな存在。女媧のことを密かに調査する為、元始天尊と三日三晩におよぶ死闘を演じ失踪した後、その存在を表舞台から消して女禍について深く探っていた。作中でも異常なまでの実力者で、女禍に力を与えられた妖怪を三匹まとめて気合で一蹴。竜吉公主から受け継いだ盤古旛で、元始天尊を上回る万倍の重力を操った（最終決戦での表記は万古幡）。太公望が戻らなかった場合は太極図を扱うつもりであったというほど、最初から本編に絡んでいたらパワーバランス的にも大きな影響を与えていたと思われる。外見は藤崎が手掛けたWS版ゲームの主人公のデザインを色違いにしたもの。
雲中子（うんちゅうし）
声 - 石川大介 / 野島裕史
崑崙の仙人で雷震子の師。生物学が得意（医学も得意な模様）。一人称は「私」。通称・変人（スプーキー）。危険な実験や奇妙な生物を好む。雷震子に対しての師弟愛は皆無に等しく（ただし腐れ縁で繋がっている模様）、彼のみならず他の者もモルモット同然に扱っている。原作では妲己とも対峙、聞仲を難なく倒した高位の仙人だが、本作で戦闘したことは一切なく、また得意なタイプでない。
韋護（いご）
声 - 梅原裕一郎
宝貝：降魔杵（ごうましょ）
道行天尊の弟子。一人称は「俺」。仙人界に入ってまだ日が浅い。オヤジギャグや酒が好き。現金主義ですぐに怠けるなど、やや太公望に似た性格をしているが、見た目より中身を重視するタイプ。敏感肌で感覚が鋭く、それを頼りに戦う。基本は鉄アレイ状の丸い棍棒だが、変形すると切れ味の鋭い刃物状の武器になる宝貝・降魔杵を持つ。
赤雲 （せきうん）、碧雲（へきうん）
声 - 堀江由衣（碧雲、ゲーム版） / 諏訪彩花（碧雲）
2人とも竜吉公主の弟子兼付き人。赤雲は姉弟子で碧雲は妹弟子であり、容姿はお互い似通っている。碧雲は土行孫に好かれており、落石事故に巻き込まれたところを土行孫と楊戩に救われた。それ以降、碧雲は楊戩に好意を寄せている。
金吒（きんたく）、木吒（もくたく）
声 - なし / 松風雅也（金吒）、千葉翔也（木吒）（センクロ）
宝貝：遁竜椿（とんりゅうとう）、呉鉤剣（ごこうけん）
哪吒の兄たち。一人称は「俺」。長男の金吒は文殊広法天尊の弟子で、三つの輪で敵を締め上げる宝貝・遁竜椿を所有している。二男の木吒は普賢真人の弟子で、二つ一組の剣の形をした宝貝・呉鉤剣を所有している。
黒鶴童子（こくつるどうじ）
白鶴童子のライバルの妖孽。見た目は黒い白鶴童子で、礼儀正しい白鶴童子とは逆に元始天尊を「じじい」とよぶなど、ちょいワルな性格。元始天尊と燃燈道人の間でメッセンジャーの役割を果たしていた様子。
柏鑑（はくかん）
封神台のメンテナンスをする亀の妖怪仙人。聞仲に会いに来た太公望と張奎を案内した。亀だけに歩くのがとても遅い。

#### 崑崙十二仙
崑崙山の多くの仙道の中でも元始天尊の直系の弟子が、晴れて仙人となったエリート仙人の集まり。全員が戦闘に長けた者ではなく、様々な能力のエキスパートが集まっている。崑崙山の仙道達を束ね、監督・指導を行い元始天尊を補佐する。格は太公望と同等。仙界大戦の折、太乙真人と道行天尊を除く10名が封神される。
太乙真人 （たいいつしんじん）
声 - 阪口大助 / 平川大輔 / ミュージカル - 荒木健太朗
宝貝：九竜神火罩（きゅうりゅうしんかとう）、金磚（きんせん）、火尖鎗（かせんそう）
哪吒の生みの親で師匠。一人称は「私」。高所恐怖症で、頻繁にカメラ目線をする。哪吒からの扱いはかなり悪いが親バカ。自他共に認める科学オタク。宝貝の開発と研究が得意で、仙人界最硬の捕獲専用宝貝・九竜神火罩を持ち、太公望のカラクリ義手や崑崙山2を作ったり、哪吒に様々な武装を施した張本人。戦闘は苦手だが、宝貝の扱いと黄巾力士の操縦はかなりの腕前。
アニメ版『仙界伝』では封神計画の実行者候補に挙がっていた。負傷した哪吒や雷震子の治療のために現れるが、二人に宝貝を壊される。
ゲーム版『仙界伝弐』においては崑崙山２きっての科学者であることもあり、天祥ら崑崙勢力のブレーンとして活躍する。
玉鼎真人 （ぎょくていしんじん）
声 - 檜山修之（ゲーム版） / 諏訪部順一
宝貝：斬仙剣（ざんせんけん）
楊戩の師で父親的存在。一人称は「私」。理知的で落ち着いた性格で、生真面目らしくボケ&ツッコミとも真顔。実力は十二仙の中でもトップクラス。居合の達人で、音速で敵を切る宝貝・斬仙剣を持つ。金鰲島に単身で侵入した楊戩を救うために太公望と共に乗り込み、孫天君を一閃。王天君の紅水陣により死に瀕した楊戩を、自らの命と引き換えに救出し、太公望に後を託した。
清虚道徳真君（せいきょどうとくしんくん）
声 - 菊池仁（ゲーム版） / 森久保祥太郎
宝貝：莫邪の宝剣II（ばくやのほうけん・ツー）
黄天化の師。スポーツ精神に長けた熱血で体育会系の仙人。一人称は「俺」。性格は明朗なスポーツマンそのもの。スキーウェアやスノーボードウェアのような服装。趣味は筋トレ。ダース・モールが振るうような、柄の上下から光の刃を出すライトセーバー状の宝貝「莫邪の宝剣II」を持つ。仙界大戦で自らの宝貝・莫邪の宝剣IIを黄天化に渡すよう楊戩に預け、聞仲へ特攻した。登場する時は大抵背景にスポーツと書かれている。
普賢真人（ふげんしんじん）
声 - 緒方恵美 / 島﨑信長
宝貝：太極符印（たいきょくふいん）
九宮山・白鶴洞の主。木吒の師。一人称は「僕」。頭の上に天使のような輪を持つ、物理学が得意な仙人。太公望とは同期で仙界入りした良き理解者である。例え誰であっても話し合いを求め、三度までは説得を試みる争いを好まない平和主義者。
元素や重力を操り、核融合も可能で、更に敵の行動パターンを記憶・シミュレート可能な多機能なコンピューター宝貝・太極符印を持つ。聞仲との死闘の際、十二仙を囮にして作った隙を付き、聞仲もろとも自爆した。後の伏義と女媧の戦いで伏義が絶体絶命の際、真っ先に助けに入り、女媧との戦いで正気を無くしていた太公望に正気を取り戻させる。
道行天尊（どうこうてんそん）
声 - 千葉千恵巳（ゲーム版） / 豊崎愛生
宝貝：万能包丁（ばんのうぼうちょう）
韋護の師。一人称は「ボク」。赤ん坊のような外見と言葉遣いだが、怒ると性格と口調が変わる二重人格。振ると複数に増えて飛ぶ宝貝・万能包丁を持つ。仙界大戦の折他の十二仙達と共に聞仲に特攻を仕掛けようとしたが、鄧蝉玉に止められた。
広成子（こうせいし）
声 - 田中一成（ゲーム版） / 熊谷健太郎
宝貝：番天印（ばんてんいん）
殷郊の師。規律にうるさいミリタリーマニア。赤精子とは度々衝突している。弟子と同じく番天印を使う。聞仲との死闘により封神された。一人称は「小官」。
赤精子（せきせいし）
声 - 真砂勝美（ゲーム版） / 武内駿輔
宝貝：陰陽鏡（おんみょうきょう）
殷洪の師。皮肉屋で刃物好きの仙人。広成子とは度々衝突している。複数の鏡から光を発射する宝貝・陰陽鏡を持つ。聞仲との死闘により封神された。
霊宝大法師（れいほうだいほうし）
声 - 松山鷹志（ゲーム版） / 徳本英一郎
宝貝：落魂鐘（らっこんしょう）
かなり年をとった仙人らしい風貌をしている仙人。鐘の形をした宝貝・落魂鐘を持つ。聞仲との死闘により封神された。
懼留孫（くりゅうそん）
声 - 石田彰（ゲーム版） / 林大地
宝貝：梱仙縄（こんせんじょう）
夾竜山飛雲洞の主。土行孫の師。霊宝大法師と同じく、かなり年寄りじみた風貌で、目が隠れている。土行孫をバカ弟子呼ばわりしている。頭から複数の縄を出し攻撃する宝貝・梱仙縄を持つ。聞仲との死闘により封神された。
文殊広法天尊（もんじゅこうほうてんそん）
声 - 小林和矢（ゲーム版） / 野瀬育二
宝貝：瑠璃瓶（るりへい）
五竜山雲霄洞の主。金吒の師。メガネで無精ヒゲを生やし、服装はどことなく家庭内害虫に似ている。「死ネ」と書かれた砲弾を発射するバズーカ状の宝貝・瑠璃瓶を持つ。聞仲との死闘により封神された。
黄竜真人（こうりゅうしんじん）
声 - 土屋利秀（ゲーム版） / 水中雅章
宝貝：不明
二仙山麻姑洞の主。色黒と逆立った金髪が特徴的な男。巨大なナイフの形をした宝貝を持つが名称は不明。接近戦が得意らしい。慈航道人と共に聞仲へ攻撃を仕掛けるが、迎撃され封神された。キャラクターブック・封神大全では慈航道人と取り違えられている。
慈航道人（じこうどうじん）
声 - 山岸功（ゲーム版） / 野上翔
宝貝：不明
普陀山落伽洞の主。上半身が裸でガラの悪い男。右腕から炎を出すメリケンサック状の宝貝を持つが名称は不明。接近戦が得意らしい。黄竜真人と共に聞仲に戦いを仕掛けて封神された。キャラクターブック・封神大全では黄竜真人と取り違えられている。
ゲーム版「仙界伝弐」においては、崑崙山２に増設された模擬戦闘訓練用のシミュレーターを管理しており、話しかけると使わせてくれる。

### 金鰲列島
三大仙人の一人、通天教主を教主として、主に妖怪仙人が生活している直径15kmの碗型の巨大な島。内部には星と呼ばれる仙人が生活する球体が大量に浮いており、それぞれの星を繋ぐ廊下が張り巡らされている。人間の道士がいないわけではないが基本的に受け入れられない。
通天教主（つうてんきょうしゅ）
声 - 真砂勝美（ゲーム版） / 堀秀行
宝貝：六魂幡（りくこんはん）
金鰲島の教主で三大仙人の一人。一人称は「私」。『魔法使いサリー』のパパのような髪型にドラキュラ伯爵を思わせる服装。包み込んだものを魂魄さえ残さず消滅させるマント状のスーパー宝貝・六魂旛を身に纏い、名称不明の巨剣を振るう。妖怪の頂点に立つ存在ではあるが、崑崙山との友好関係につとめるなど穏健派で、封神計画にも関わっている。
200年前に弟子であった妲己が離反した際に、妲己を裏で操っていた女媧の存在に脅威を感じ、一人息子（楊戩）を妲己から保護するため元始天尊に預け、その一番弟子（王奕）を引き取る形で崑崙と不可侵条約を結ぶ。その後、聞仲が人界に下りた20年の間に妲己と王天君により心を奪われ抜け殻と化す。
仙界大戦の折、王天君の命令で楊戩と戦い、強大な力で圧倒するも、妖怪である事を受け入れて崑崙と人間に味方する決意をした楊戩の言葉を受け暴走、王天君をも巻き添えにし、六魂旛を使って息子を守り、最期は彼に看取られる。

#### 九竜島の四聖（くりゅうとうのしせい）
王魔、李興覇、楊森、高友乾による戦いのプロ4人組。聞仲を敬い、彼または黒麒麟の命に従う。昔は聞仲と共に妲己三姉妹を撃退したこともある。序盤に闘った強敵だが、撤退後は特に出番もなく、終盤では妲己により改造された紂王にまとめて倒された。
高友乾（こうゆうけん）
声 - 木内力也 / 村田太志 / ミュージカル - 武藤賢人（目覚めの刻）
宝貝：混元珠（こんげんじゅ）
殷から離れた黄飛虎を抹殺するため聞仲が要請し来襲した。一人称は「俺」。長髪の道士。西岐眼前で楊森と共に太公望、黄一族と交戦する。水を操作する力を持つ混元珠の使い手で接近戦では鎌状の武器、遠距離では津波を引き起こすなど水を自在に操り太公望たちを苦しめる。次第に押され始めたが聞仲の到来に救われる。
『仙界伝』では雷震子に混元珠を割られ、天化に斬られた。西岐では玩具屋の出店の主人として潜入していたが、子供に「おじさん」呼ばわりされてキレていた。
楊森（ようしん）
声 - 上別府仁資 / 濱野大輝
宝貝：劈地珠（へきちじゅ）
殷から離れた黄飛虎を抹殺するため聞仲が要請し来襲した。一人称は「俺」。高友乾と共に西岐眼前で太公望、黄一族と交戦する。所有する劈地珠は大地の力を借り、それを操る能力を持ち、岩の楯を作って攻撃を防いだり、疲弊した高友乾の体力を回復するなど味方のサポートを主な役目としている。また、攻撃においては大地を隆起させるなど大規模攻撃がメインとなるが、小回りが利かないため接近戦はやや不向き。戦闘中、次第に押され始めたが聞仲の到来に救われる。
『仙界伝』では天化に斬られてそのまま封神されている。西岐では薬売りをしていた。
李興覇（りこうは）
声 - 笹島かほる / 天﨑滉平
宝貝：拌黄珠（ばんこうじゅ）
殷から離れた黄飛虎を抹殺するため聞仲が要請し来襲した。一人称は「僕」。小柄な体格で長髪をポニーテールで結んでいる道士。一抱えほどもあるボール状の宝貝・拌黄珠は、空を飛ぶ乗り物となるほか、敵の攻撃を自動でかわし、光線を放って反撃する。西岐付近の山岳地帯で哪吒と戦う。序盤こそ哪吒を圧倒するが太乙真人のサポートで頭を使う戦いに気づいた哪吒に苦戦中、聞仲の到来を感じた王魔と共に聞仲の元へ向かう。
『仙界伝』では自分の力で頭を使う戦い方を覚えた哪吒にそのまま倒されている。西岐では王魔と共に花火職人として潜入していた。
王魔（おうま）
声 - 佐伯洋史 / 逢坂良太 / ミュージカル - 青木一馬（目覚めの刻）
宝貝：開天珠（かいてんじゅ）
三度笠が特徴。一人称は「私」。高速で飛び、目標にぶつかると爆発してそれを破壊する開天珠の使い手。またそれを推進力とすることで飛行も可能。コート状の服のすその辺りに大量に収納されている。四聖でも頭一つ抜けた実力の持ち主だが、西岐上空で太公望を探していた楊戩と交戦するも歯が立たず右腕を失い、聞仲の到来を感じて李興覇と共に聞仲の元へ向かう。
『仙界伝』では仲間を失った怒りで暴走するが、太公望に阻まれ、彼との一騎討ちで倒された。西岐では李興覇と共に花火職人をしていたが、三度笠はそのままである。

#### 魔家四将（まかよんしょう）
魔礼青、魔礼紅、魔礼海、魔礼寿の四兄弟。四聖に匹敵する実力を持つが、手段を選ばない戦いをする。原型は四つ首（4人で1体）の幻獣「鸓」(ショウ、畾＋鳥)。人間形態の内に哪吒、黄天化らに弱らされたせいもあり、原形に戻った後はあっさりと太公望に撃破される。
魔礼青（まれいせい）
声 -なし / 八代拓（センクロ）
宝貝：青雲剣（せいうんけん）
魔家四将の長兄。一人称は「俺」。振るうと実体のある刃の残像を残す青雲剣を使い一度は黄天化を破り、兄弟の巧みな連携プレーで太公望たちを苦しめるが、太公望の策で一人一人に分断され、遠距離攻撃の手段を得て戻ってきた黄天化に痛打を受ける。
魔礼紅（まれいこう）
声 -なし / 駒田航（センクロ）
宝貝：混元傘（こんげんさん）
四兄弟の次兄。一人称は「俺」。受け止めた攻撃を跳ね返す傘の宝貝、混元傘を使い、味方の防御と敵の攻撃を反射させてのカウンターを用いて太公望たちを苦しめる。
魔礼海（まれいかい）
声 -なし / 安田陸矢（センクロ）
宝貝：黒琵琶（くろびわ）
ミュージシャンのような姿をしている四兄弟の三番目。一人称は「俺」。音色を聞いた相手を操り同士討ちを誘発させる宝貝・黒琵琶で雷震子を操り、太公望らの連携を乱した。
魔礼寿（まれいじゅ）
声 -なし / 水島大宙（センクロ）
宝貝：花狐貂（かこてん）
四兄弟の末弟。一人称は「俺」。巨大な鯨の形をし、食ったものを強力な胃酸で即座に溶かす生物型宝貝・花狐貂を浮かべ西岐の民を事実上の人質にする。隙をつかれ黄飛虎に人質にされるが脱出。

#### 趙公明とその部下
趙公明（ちょうこうめい）
声 - 子安武人（ゲーム版）/ 興津和幸 / ミュージカル - 平野良（開戦の前奏曲）
宝貝：縛竜索（ばくりゅうさく）、金蛟剪（きんこうせん）
金鰲島出身。巨大な花が原型の妖怪仙人。一人称は「僕」。金鰲三強の一人。濃い顔にフランス貴族のような出で立ちで、華やかで美しいものを好む。戦いには自分なりのポリシーがあり、大きな目的は無くただ単に戦うことだけを求める、いわゆる戦闘狂の愉快犯。そのために単身崑崙山に乗り込み元始天尊に撃退され、崑崙山と金鰲島の関係を悪化させた過去を持つ。鞭の形をした宝貝・縛竜索と七色の龍を召還するスーパー宝貝・金蛟剪を持つ。太公望と戦い一度は勝利したものの、復活の玉により復活しパワーアップした四不象と太公望の打神鞭によって宇宙空間から放たれた絶対零度の風を受け、原形の弱点を付かれ封神される。太公望に勝利した直後、自身によく似たキャラクターが主人公の「国立アンニュイ学園」を連載させようとした。死後、分身体が生き残って妹達に回収され、鉢植えとして育てられる。実は女媧の存在に気づいており、自分の船に「クイーン・ジョーカーII世号」とダジャレた名前を付けていた。「クイーン・ジョーカーII世号」では最上階の公爵のステージボスとして役割を果たしていた。。
雲霄三姉妹（うんしょうさんしまい） / ビーナス、クイーン、マドンナ
- ビーナスの声 - くじら / 斉藤貴美子
- クイーンの声 - なし / 橘U子
- マドンナの声 - なし / 八百屋杏

宝貝：金蛟剪（きんこうせん）、混元金斗（こんげんきんと）、究極黄河陣（きゅうきょくこうがじん）、巨大宝貝ロボ（きょだいぱおぺえロボ）、ミステリアス・ヴェール
長女・ビーナス / 雲霄（うんしょう）、次女・クイーン / 瓊霄（けいしょう）、三女・マドンナ / 碧霄（へきしょう）の趙公明の妹たち。一人称は「私」。三人揃えば兄と同等の強さを誇る。太公望と戦うが彼の心理戦により敗退。その戦いがきっかけで雲霄は太公望に惚れ込み、以後勝手に妻を名乗り、兄の封神後に三人は周の味方になる。兄に似て優雅を好み、本名で呼ばれることを嫌う。自称セクシータレント集団だが、ビーナスは色黒で筋肉質な乙女、クイーンは小柄でケバケバしい魔女、マドンナは常識を超えた食欲を持つ肥満体と、兄とは全く似ていない。スーパー宝貝・金蛟剪を兄から借りているほか、周囲の敵や物を吸い込む壷型宝貝・混元金斗、中に入ったものを虫けら同然と化す空間宝貝・究極黄河陣（原作では九曲黄河陣）、スーパーロボットのような巨大宝貝ロボを持つほか、常識破りな能力も備えている。敵に勝利した際のキメポーズも存在する。
実力も凄まじく、スーパー宝貝が使用できるだけでなく、秦天君と白天君を究極黄河陣で一蹴。仙界大戦時は金鰲島の妖怪仙人達を助けだし、人間界で悪事を行わないよう統率した。女禍との戦いでは太公望の帰りを待つとして参戦しなかった。最後は三姉妹全員が食中毒に当たるが、ビーナスだけは太公望の間の子供を妊娠していると妄想した。
楊任（ようにん）
宝貝：神の見えざる手
趙公明の部下の道士。一人称は「私」。もとは殷の宮廷画家で、妲己の肖像画を描くもののあまりに前衛的過ぎる絵だったため、激怒した彼女により両目をくり抜かれ絶命する寸前、この絵を高く評価した趙公明により宝貝「神の見えざる手」を与えられ部下となる。「クイーン・ジョーカーII世号」一階男爵のステージのボスで、「神の見えざる手」により楊戩に幻影を見せ苦しめるが、見破られあえなく敗退。その後、趙公明に敗れた太公望を自らの命と引き換えに救出する。
呂岳（りょがく）
宝貝：瘟㾮傘（おんこうさん）
マッドサイエンティストな道士。一人称は「小生」。陰湿かつ卑劣な性格。初登場時には殷に向け進行中の太公望の部隊に病原菌を放ち苦しめる。後に趙公明の部下兼「クイーン・ジョーカーII世号」二階子爵のステージのボスとして再び現れ馬元を差し向けるが、我に返った彼の手に押し潰される。
馬元（ばげん）
金鰲島の宝貝人間。呂岳に拾われ、彼を父親として慕っていた。最初は人間の姿だったが、呂岳に強くなる薬を注射されて巨大な醜い姿に変えられた。
呂岳の命令で太公望らと戦い、最初は殷氏を体内に納めていることにより優位に立っていた。哪吒が自分と同じ宝貝人間だと知ると戦うことを放棄して自分を殺すよう願うが、裏切りを見越した呂岳に再度薬を打たれてより巨大な姿に変わり暴走。それでも哪吒を握り潰そうとしたとき、僅かに残った理性を振り絞って動きを止める。そのまま哪吒の全力の攻撃を受けて倒れ、彼に感謝しながら最期に呂岳を道連れにした。
周信（しゅうしん）、朱天麟（しゅてんりん）、李奇（りき）、楊文輝（ようぶんき）
宝貝：殺人ウイルス噴射用宝貝スーツ
呂岳の弟子。周信は「頭痛」、朱天麟は「昏迷」、李奇は「発躁」、楊文輝は「散瘟」と描かれたスーツをそれぞれ着用している。
劉環（りゅうかん）
宝貝：万里起雲煙（ばんりきうんえん）、火鴉壺（かあこ）
趙公明の部下の道士。「クイーン・ジョーカーII世号」三階伯爵のステージのボス。一人称は「俺」。外見だけは普通の青年だが、異常なまでに思い込みが激しい性格で、蝉玉に対しストーカー行為を働いていた。当初は優位に立つも駆けつけた竜吉公主には歯が立たず圧倒される。最期は蝉玉もろとも自決しようとするが、砂時計から脱出した土行孫の「土竜爪」を背中に受け封神される。
余化（よか）
宝貝：万刃車（ばんじんしゃ）、化血神刀（かけつしんとう）
元・殷の老将軍にして正体は妖怪仙人。一人称は「私」。「クイーン・ジョーカーII世号」四階侯爵のステージのボス。剣のコレクターで、彼自身よりコレクションしている剣の能力のほうが危険（らしい）。修行のために人間界に降りていて黄飛虎とは古馴染み。封神直前、原型（巨大な刀剣）となり怨念の篭った傷を黄天化につける。
丘引（きゅういん）
宝貝：紅珠液（こうじゅえき）
「クイーン・ジョーカーII世号」四階の迷宮にいる蚯蚓の妖怪仙人。一人で父を探しにきた黄天祥と戦う。巨大なミミズを投げつけるなどしたが全く通用せず、逆に投げ返され原型に戻り気づかれないまま天祥に踏まれる。
高継能（こうけいのう）
宝貝：蜈蜂袋（ごほうたい）
「クイーン・ジョーカーII世号」四階の迷宮にいる原型が蜂の妖怪仙人。無数の蜂が入ったミイラを操り太公望、黄天化を襲うが、居場所を突き止められ黄天化に封神される。
陳奇（ちんき）
「クイーン・ジョーカーII世号」四階の迷宮にいる仮面をつけた妖怪仙人。太公望、黄天化の前に現れるが黄天化に一瞬で封神される。

#### 十天君
金鰲島版「崑崙十二仙」というべき存在。全員が空間宝貝を持ち、その空間の中で自らの定めたルールに則って無敵となる能力を持つ。王天君（3人目）以外の十天君全員が封神される。
王天君（おうてんくん）
声 - 笹本優子 / 岡本信彦
宝貝：紅水陣（こうすいじん）、ダニ（寄生宝貝生物）
金鰲十天君のリーダー的存在。パンク・ファッションに身を包んだヴィジュアル系ミュージシャンの様な容姿と退廃的な雰囲気を持った仙人。一人称は「オレ」。冷血かつ狡猾な性格であり、太公望に匹敵する頭脳を持つ策略家だが、そのやり口や考えは非常に妲己に似ている。
元々は元始天尊の直弟子の王奕(おうえき)で、金鰲と崑崙の不可侵条約の際に楊戩と人質交換される。妖怪に襲われないように幽閉されたため精神を病み、そこにつけこんだ妲己により心を壊される。魂魄を分割できる性質を持ち、妲己により3つに分割された魂魄を妖怪をベースにした体に入れられ、妖怪仙人「王天君」となる。
作中では金鰲島でも三強に次ぐ実力者で、十天君の中で唯一通常の空間に陣を作ることができ、自分の血で強い酸性の雨を降らす空間宝貝「紅水陣」の使い手。ダニのような形をした生物宝貝を仙道に寄生させ、常に宝貝を使うぐらいのダメージを与え続けることもできる。
三体の王天君のうち、1体目は通天教主の暴走による金鰲島の崩壊に巻き込まれて封神、2体目は崑崙山に乗り込んだ聞仲に倒されるが、最後の3体目は封神されかけた太公望を救う。その後、3体目は太公望と融合し、伏羲となった。このときに、忘れていた「最初の人」としての記憶も取り戻している。
外伝開始前までは、伏羲として合体を続けていたが、戦後の自堕落なパワースポット巡りに嫌気が差して太公望と分離。以後行方をくらましている。
張天君（ちょうてんくん）
声 - なし / 川田紳司
宝貝：紅砂陣（こうさじん）
腕が異常に長い人間の体に、耳の長い蛇のような頭部が付いた姿をしている。一面の砂漠で自在に砂を操り敵を風化させる「紅砂陣」を操る。一人称は「私」。楊戩を引きずり込んだ際には、砂の巨人や空間移動で翻弄したほか、その正体を見抜いて翻意を促すなど、洞察力の高さも見せたが、半妖態の正体を現した楊戩によって空間をパンクさせられる。仙界大戦中、楊戩は終始張天君戦でのダメージを引きずっており、十天君内では姚天君と金光聖母に次ぐ実力者であると思われる。
孫天君（そんてんくん）
声 - なし / 松岡禎丞
宝貝：化血陣（かけつじん）
人形のような外見。一人称は「僕ちゃん」。オモチャで埋め尽くされた空間でゲームをし、負けた相手を自爆可能な人形にして人質にとる「化血陣」を操る。空間内ではイカサマし放題のため自身がゲームでは負けることはないが、相手の攻撃等には無防備なため大量のオモチャに紛れて身を隠している。鄧蝉玉と四不象を人形に変え、次に挑んだ太公望も実力では不利と見るやイカサマに嵌めて人形にした。しかし敗れる前の太公望の策で本体の位置を特定されており、最後に残った玉鼎真人に一瞬で斬られる。
董天君（とうてんくん）
声 - なし / 間島淳司
宝貝：風吼陣（ふうこうじん）
大きな虫のような姿。一人称は「私」。本人は虫であることを否定しているが、なぜか「ミーンミーン」という鳴き声を発している。風の吹き荒れる空間の底部に宝貝合金製の鋭利な網を敷き、吹き飛ばした者をバラバラにする「風吼陣」の中にただひとつ浮かぶ柱にとまっている。黄親子を引き込み風速を上げて落とそうとするが、火竜鏢で熱せられた柱の熱さに耐えられず落下、自ら切り刻まれる。
袁天君（えんてんくん）
声 - なし / 福島潤
宝貝：寒氷陣（かんぴょうじん）
毛玉のような姿。一人称は「私」。外見に似合わずロマンチストだが他の十天君と同様に好戦的な性格で、水や氷雪を自在に操る「寒氷陣」を使う。太公望達を迎え撃つが、普賢真人の大極符印によって全ての攻撃を無効化され和解を持ちかけられる。しかし、これに応じず尚も攻撃を仕掛けたために太極符印の核融合に巻き込まれる。
趙天君（ちょうてんくん）
声 - なし / 菊池康弘
宝貝：地烈陣（ちれつじん）
見た目はただの石壁。「地烈陣」で哪吒と戦ったが敗れる。戦闘シーンすら描かれなかったため、「地烈陣」がどのような空間なのかは不明のままであったが、覇穹では、巨大な地割れを起こして攻撃をしていた。
白天君（はくてんくん）
声 - なし / 山本格＆芳野由奈
宝貝：烈焔陣（れつえんじん）
一組の男女が手足で繋がっている。一人称は「私」。炎を操る「烈焔陣」（本誌掲載時は「烈火陣」）を天絶陣と組み合わせて雲霄三姉妹を襲うが、究極黄河陣の中でマドンナに食べられる。本誌掲載時は「柏天君」と表記。
秦天君（しんてんくん）
声 - 柳田淳一
宝貝：天絶陣（てんぜつじん）
ストーンサークルのような姿。一人称は「私」。隕石を降らせる「天絶陣」を操り烈焔陣と多重空間を作りだすが、究極黄河陣に陣を破られ為す術も無くマドンナに食われる。本誌掲載時は泰天君（たいてんくん）と表記。
姚天君（ようてんくん）
声 - なし / 飛田展男
宝貝：落魂陣（らっこんじん）
陰陽太極図の仮面を被り、全身を黒衣で覆った魔道士のような容姿。金鰲十天君の中でも抜きん出た力を持つ実力者で、聞仲からも「それでこそ十天君だ」「私を本気にさせられる相手は久しぶり」と評されている。また、前述の聞仲が金鰲島に訪れた際に十天君を代表して応対に当たるなど、サブリーダー的存在であると思われる。一人称は「私」。魂魄を吹き飛ばす光線を放つ「落魂の呪符」を張りめぐらせた空間「落魂陣」に加え、近距離戦では爆破能力を持つ「破壊の呪符」を使う。他の十天君と共に聞仲を亜空間に閉じ込めたこともある。金光聖母と多重空間を張り崑崙の道士達と戦うが、金光聖母が敗れた後、哪吒に「落魂の呪符」を破壊され、「破壊の呪符」での攻撃をかわした韋護に一気に肉薄され、斬り捨てられる。
金光聖母（きんこうせいぼ）
声 - なし / 森なな子
宝貝：金光陣（きんこうじん）
十天君の紅一点。姚天君と共に十天君では上位に位置する。一人称は「私」。人間に近い魔女のような容姿だが、胸から下が無く手は宙に浮いている。光を屈折させて位置を惑わすと共に、攻撃を加えれば本体にもダメージを与える影を作り出す「金光陣」を使う。姚天君とタッグを組み多重空間をもって楊戩達を迎え撃つが、張天君に変化した楊戩が起こした砂嵐によって光と視界を遮られている間に、哪吒に接近され、至近距離から乾坤圏を撃たれる。

### 蓬莱島
蓬莱島で妲己の配下として登場した妖怪たち。元は金鰲列島から妲己に引き抜かれた妖怪だと思われる。
高覚（こうかく）
蓬莱島で妲己が主催する大宝貝大会の一番手。女媧の力を受けている植物系の妖怪。巨大な蔓で張奎を地中に引きずり込むが、新たな主として認められた張奎の禁鞭を受け封神される。
馬善（ばぜん）
蓬莱島で妲己が主催する大宝貝大会の二番手。女媧の力を受けている流体系の妖怪。実体はガス。楊戩の六魂旛により魂もろとも消滅する。
烏文化（うぶんか）
蓬莱島で妲己が主催する大宝貝大会の三番手であったが、乱入してきた王貴人の琵琶の弦で切り裂かれ封神される。巨体を持つ野獣系の妖怪。頭に、寄生されると花を咲かせるためだけに破壊活動を行うようになる祈願花がついており、彼が封神される直前、花が咲いた。
袁洪（えんこう）、朱子真（しゅししん）、常旲（日+大）（じょうこう）
蓬莱島で妲己が主催する大宝貝大会で消化試合のため燃燈道人と三対一で戦った妖怪。全員女媧の力を受けているためか翼がある。燃燈道人の術で消滅。

### その他の人物
申公豹（しんこうひょう）
声 - 石田彰 / 鳥海浩輔 / ミュージカル - 大平峻也
宝貝：雷公鞭（らいこうべん）
本作の狂言回し。殷全土を覆い尽くすほどの雷を発生させる最強のスーパー宝貝「雷公鞭」を持ち、最強の霊獣「黒点虎（こくてんこ）」に乗る最強の道士。一人称は「私」。三大仙人の一人である太上老君の弟子だが三大仙人より強いと言われている。道化師（もしくはくいだおれ人形）のような容貌で、悪趣味呼ばわりを非常に嫌う。常に敬語であまり表情を変えることがなく、自分の美学に反する行動を取る者が大嫌い。妲己の客人として殷に居座るが、殷と周どちらにも味方しない中立の立場。自分に傷を負わせた太公望を勝手にライバル扱いしている。
女媧の存在に気づいており、調査の末にその目的を知ってからはそれを自らの美学に反するとし、最終局面では太公望たちに加勢する。
太上老君（たいじょうろうくん）
声 - 高山みなみ（CDブック版） / 河西健吾
宝貝：太極図（たいきょくず）、傾世元禳（けいせいげんじょう）
通称・老子。三大仙人の一人。申公豹の師。三大仙人最強であり、妲己や聞仲を凌ぐ実力者。一人称は「私」。
無類の怠け者で「怠惰スーツ」を着込んで眠り続け、3年に一度だけ目を覚ます。眠り続けているためか、外見は若々しい。レム睡眠時には立体映像で話すことができるが、一度話すと1か月は立体映像すらも出ない。
女媧の存在に気づいており、実は寝込んでいる間はずっと女媧の夢を盗み見ていた。そして、女媧の覚醒と同時に自分も眠りから覚める。最終決戦には申公豹によって引っ張り出されるが、最初から戦力としては当てにされておらず武吉によって女媧の四宝剣から太公望を守る楯とされる。その際に怠惰スーツにヒビが入ったことで激昂、傾世元禳を用いて一時的に戦闘に参加した以外は怠けっぱなしだった。
呂邑姜（りょゆうきょう）
声 - 池澤春菜（ゲーム版） / -
空の上の秘境で裁判長を務める少女。非常に賢い一方で冷徹かつ偏屈だが、根は優しい性格。太上老君の養女とされるが、実際は桃源郷の人々に育てられた模様。実は羌族の統領かつ、太公望の妹の曾孫である。羌族の兵を率いて牧野の戦いにて周軍の助太刀をする。周設立後は武王の秘書的な役割を務め、史実では後に王妃となる。
史実では姓が「姜」、字が「邑」だが、漫画では「呂」姓の「邑姜」という名（あるいは字）の人物であるように扱われている。
殷氏（いんし）
声 - 柚木涼香 / 湯屋敦子
李靖の妻にして、3児の母親。一人称は「私」。三男・哪吒を3年6か月もの間身篭っていた。太乙真人から宝貝「霊珠」を授かり、哪吒を出産、彼を愛情もって育てた。
桃源郷の長老
秘境・桃源郷に住む老人男性。一人称は「私」。凄まじい高貴さを感じさせるオーラを常に発している。満150歳で全てを知っていると語るが、知らないことだらけである。
呂望（りょぼう）
秘境・桃源郷に住む、太公望と瓜二つの少年。
姜桓楚（きょうかんそ）
声 - 土屋利秀 / 綿貫竜之介
四大諸侯の一人で東伯候。姜氏の父親。妲己発案の宴酒池肉林を諫めたため殺された。
鄂崇禹（がくすうう）
声 - 川島得愛 / -
四大諸侯の一人で南伯候。姜桓楚と同様に、妲己の酒池肉林を諫めたため殺された。
崇侯虎（すうこうこ）
声 - ひのもとはじめ
四大諸侯の一人で北伯候。崇黒虎の兄。姜桓楚や鄂崇禹とは異なり、妲己の酒池肉林を迎合したが、後に酒蔵に閉じこめられ、餓死、ミイラ化する。
蘇護（そご）
声 - 輝山新（CDブック版）/ 林大地
冀州侯。妲己の父親。一人称は「私」。娘のせいで世の中が混乱していることを悩んでいる。後に周軍に加わる。
蘇妲己（そだっき）
蘇護の娘。一人称は「私」。冀州では絶世の美女と謳われていた。実際は素朴な顔立ちをした心優しい少女で、国を思い紂王の後宮に入ることを決心する。面会直前、喜媚や貴人の策にかかり、妖狐状態の妲己に精神・身体を乗っ取られる。
蘇全仲（そぜんちゅう）
妲己の兄。妹と同じくそばかすがある。父と共に周軍に加わった。
鄭倫（ていりん）
蘇護配下で烏鴉兵を率いる。呂岳により病気にされた蘇護の救助を黄飛虎に要請した。鼻が特徴的。
鄧九公（とうきゅうこう）
蝉玉の父親。一人称は「私」。娘を溺愛している。

### 霊獣・妖精
黒点虎（こくてんこ）
声 - こおろぎさとみ / 山下大輝
ネコのような外観をした霊獣。一人称は「僕」。主人は申公豹。最強の霊獣の名を持ち千里眼を利用する。妖怪すら餌にする（らしい）が、本編では目立った活躍がなかった。男性は申公豹を含めて呼び捨て、女性は「ちゃん」付けで呼ぶ。太上老君にのみ「クロちゃん」と呼ばれていた。
黒麒麟（こくきりん）
声 - 土屋利秀 / 柳田淳一
聞仲に仕える霊獣。一人称は「私」。どんな激しい攻撃にも耐える硬い外殻と主人を体内に格納する変形能力を持つ。位は高く四聖からは敬称で呼ばれる。仙界大戦で紅水陣の雨から聞仲を守り最後は力尽きて死亡。最期まで聞仲のために身体を張って尽くした。
『仙界伝』では聞仲と共に生き残り、いずこともなく去る。
烏煙（うえん）
飛べない鳥型の霊獣。一人称は「ワテ」。主人は張奎。非常に足が速く宝貝攻撃をかわすことも可能。高蘭英に懐いている様子。原作では独角烏煙獣という一本角が生えた黒い馬のような姿の霊獣である。
神鷹（しんよう）
声 - 川澄綾子 / 金光宣明（センクロ）
鳥型の霊獣。主人は崇黒虎。全ての鳥のボス。飛行速度は四不象以上。関西弁で喋り、「ぐもぐも」と鳴く。鳥嫌いの蝉玉にわざと近づいてからかうなど、少々意地悪な性格。原作では宝貝の一種。
『仙界伝』では、少々冷酷。
竜鬚虎（りゅうしゅこ）
蝉玉と仲が良い妖精。可愛らしい外見に巨大な体。長い尻尾で岩などを飛ばし攻撃する。語尾に「だニャ」と付く。出番は少ない。
水棲霊獣王（すいせいれいじゅうおう）
声 - 真砂勝美
哪吒に殺された敖丙の父。一人称は「俺」。息子の復讐に現れる。
敖丙（ごうへい）
水棲霊獣王の第三子。川の生物が哪吒の宝貝で死んだのを見て怒り、哪吒、殷氏を殺そうとしたが逆に殺される。
飛刀（ひとう）
声 - 岩田光央 / -
刀型の妖精。一人称は「俺」。刀身が伸縮・変化自在で、刀身の部分に幻影を映し出すこともできる。余化の所有物だった。愚痴ることが多く、強者になびくが、根はいい奴。飛虎が封神されてからは、天祥の話相手。原作では宝貝の一種である。
スープーパパ
声 - 八奈見乗児 / 上田燿司
四不象のパパ。一人称は「私」。王天君のダニの攻撃に侵されていた者たちを救うために登場した。

### 始祖（始まりの人）
遥か昔に故郷の星を失い宇宙船「蓬莱島」に乗って地球に移住してきた、伏羲、女媧、神農、燧人、祝融の五人の異星人。その内、神農、燧人、祝融の三人は地球の自然に融合した。
女媧（じょか）
声 - 百々麻子（ゲーム版） / 坂本真綾
宝貝：山河社稷図（さんがしゃしょくず）、四宝剣（しほうけん）
歴史の道標。最初の人の中心であり、最強の力を持った人物。この物語の黒幕であり、ラスボス（2人目）。女性。一人称は「私」（ゲーム『仙界通録正史』では「わらわ」）。
妲己と手を組み、歴史を裏から操作している。肉体は封印されているが魂魄体だけで動き回ることができ、その状態でも妖怪仙人をあっという間に大幅に強化したりなど、絶大な力を誇る。敵を闇に閉じ込める精神宝貝「山河社稷図」と、何度も世界を滅ぼし何度も作り上げた力を持つ「四宝剣」を使用する。全ては故郷の星が滅ばなかった先の姿を見たいがため、地球を自らの故郷に似せようと思いのままに歴史を操り、失敗しては滅ぼすことを繰り返していた。永久氷壁から解放された後、完全なる肉体となってからは歴史操作を辞めて地球を破壊しようと目論むが、伏羲と壮絶な攻防を繰り広げた末に阻止される。完全消滅する寸前、永久氷壁に封印され長く孤独であったことから、ひとりで死ぬことを恐れ、伏羲を巻き込み自爆した。
伏羲（ふっき）
声 - 結城比呂（ゲーム版） / 小野賢章
宝貝：打神鞭（だしんべん）、太極図（たいきょくず）、誅仙陣（ちゅうせんじん）、万仙陣（ばんせんじん）
最初の人の一人。封神計画の真の立案者。太公望と王天君が融合し、真の記憶と能力を取り戻した姿。一人称は「わし」。外見や人格は太公望に近いが、戦闘能力は太公望を遥かに上回る。
太古の昔、女媧達と共に地球に下りたが、地球を自らの故郷と同じように作り変えようとする女媧に反対し、他の始祖と共に女媧を封印した後、他の同胞が地球と融合する中で女媧の復活に備え一人残った。
元々目的のためなら手段を選ばず、人命も厭わない人物であり、何度も文明と生命が絶滅するのを傍観していた。そして女媧が弱り生命達が強くなるのを待って、封神計画を元始天尊と燃燈道人に持ちかける。その後人間の肉体を借りて王奕と名乗り、元始天尊の弟子となる。元始天尊によって魂魄を二つに割られ、片方は死亡した赤子に入れられ太公望となり、残りは王奕として金鰲列島に送られ王天君になった。
太公望と王天君が融合して伏儀に戻ってからは、太公望に王天君の冷徹さを加えたような性格となっており、策謀に磨きがかかっている。味方を犠牲にする冷酷な作戦を提示するが実行しておらず、楊戩は太公望の割合が多いと評している。
魂魄を溶かす雪を降らせる空間宝貝「誅仙陣」、通常の宝貝でも魂魄体にダメージを与えることができるようになる巨大空間宝貝「万仙陣」などが使える空間使いでもあり、自由に空間を移動でき、飛行能力もある。魂魄を分割する能力はそのまま持っており、それによって太公望と王天君に分離できる。なお、分離時の能力は融合前に準ずる。
宝貝を通して他の仙道から力を吸い取り自分の力とする「太極図・戦闘形態」で女媧と戦い圧倒するも、女媧の自爆に巻き込まれ共に消滅したと思われたが、実は地球と融合していた妲己に救われており、戦いが終わった後は最初の人の能力を使って、元始天尊や四不象、武吉の捜索をかわし時折からかいながら、気ままな一人旅をしている（史実では、後に斉に封じられそこの指導者・政治家になって統治している）。
女媧、伏羲ともに古代中国の神。
太公望と王天君の融合体ではあるが、ゲーム及びアニメでは太公望役の声優だけで声をあてている。

### 外伝の登場人物
神農
宝貝：禁光銼
最初の人の一人。一人称は「僕」。燧人・祝融と共に地球の自然と一体化しているが、パワースポットでは僅かに形を保てる。雉鶏精を撃退させるために、タイムトラベルが可能なスーパー宝貝・禁光銼で太公望を過去に送った。
なお、ゲーム『仙界伝弐』においては、女媧の肉体を使っての地球との融合が不完全なものに終わった妲己や喜媚・貴人らにより、地球に自ら取り込ませた肉体を岐山最深部に女媧と同じ方式でサルベージ・保存され、女媧に引き続いて妲己に肉体を奪われそうになるが、それを阻止しようとした前作「仙界伝」の主人公・呂雄（この名前はデフォルトネームのひとつ）と、漫画版当時から時を経て成長した天祥によって肉体を破壊されている。
燧人、祝融
最初の人。祝融が地球破壊宝貝、燧人がビッグバン発生宝貝を所持していることを神農が述べている。
孔宣
胡喜媚の弟で、雉鶏精。一人称は「僕」。20億歳以上。時間を停止したり巻き戻したりする雉鶏精秘術を使う。一億年に一回ほどその身に起こる「殺劫」の欲求を満たすため、太公望らと魔家四将が戦っている時間の西岐の豊邑に出現する。その後、太公望一行と、妲己が連れて来た金鰲勢力（趙公明・雲霄三姉妹）、元始天尊が派遣した崑崙勢力（十二仙）との大乱戦に参加、数時間愉しい刻を過ごした後満足して時間を戻した。原作では孔雀の妖怪仙人である。
羽翼仙
非常に巨大な鳥の姿をした妖怪仙人。妲己らを運んできた。口から凄まじい光線を放つ。
胡喜媚・孔宣の母
20億年前、雛鳥であった孔宣らに殺劫をした後は時間を巻き戻す必要があることを教えた。

## 用語
宝貝（パオペエ）
仙人・道士が用いる武器・道具。誰にでも扱えるわけではなく、仙人骨が無い人間は持つだけで精気を吸われて衰弱死する。天然道士は持つことはできても使うことはできない。作中では多種多様な物が存在する。
スーパー宝貝
宝貝の中でもケタ違いの能力を有するが、並の仙人・道士では使うどころか持つだけで力を吸われ数分で衰弱死する。スーパー宝貝の保持者はかなりの実力者。全部で7つ存在するとされていたが、これは仙人界で確認されている数であり、上述の神農の持つ「禁光銼」などもこの７つの同類である。
７つのスーパー宝貝の内訳は、太極図、禁鞭、金蛟剪、傾世元禳、六魂幡、盤古幡、雷公鞭の７つ。全て発掘された物で現在の宝貝は全てこれらの模倣品という。正体は、かつて始祖が作った対女媧用の武器。
空間宝貝
空間そのものを宝貝とする。基本的に実空間から切り離された有限の亜空間。十天君と雲霄三姉妹や始祖が用いる。
封神
原義では「神に封じること」を指すが、本作においてはもっぱら封神台に魂魄を送ることを指す。ただし、原義通りの封神も物語の終盤に行われる。
封神計画
人間界から悪しき仙道を駆逐するため計画書に名のある365名を封神し、また殷を滅ぼし易姓革命を起こす計画である。曖昧な部分を多く含み物語の進展によってその意義は二転三転する。
封神演義における最も重要な要素で外形的には原作に沿っているように見えるが、本作においては計画書の中身（対象者の名前）はさほど重要ではなく、計画書に名がありながら封神されなかった者や逆に名が無いのに封神された者もいる。例えば、本作では太公望は計画書をすぐに見るが、原作では365名を封神するまで計画書を見ることは禁止されている（原作の太公望は誰が封神されるのかを知らない）。
封神台
概ね設定は原作と同じだが、来歴は大きく異なり、元始天尊が保有する宝貝の一つで、太乙真人が作ったものである。動作している間は（中国）大陸に封神フィールドが貼られ、フィールド内で能力の高い者が死亡すると自動的にその魂魄を引き寄せ封じ込める。所有者（元始天尊）の意思以外で封神フィールドが解除されるのは、所有者の死亡か魂魄が満杯になった場合。理想はあくまで悪しき仙道が対象になることだが、技術限界として敵味方問わず能力の高い者を対象とするため、味方も死亡すると封神された（封神計画書には、人間の名も載っている）。
巨大な宝貝で崑崙山からは独立し、宙に浮かんでいる。牢獄のような物ではないが、この台に入ると転生できない。
仙人（仙道）
元始天尊曰く「生命としての道を極めようとする者」で、仙人と同じ、修行を行う（行った）不老者である（肉体が滅んでも魂魄があれば再生できる）。ただし、外見は非常にゆっくりとしたペースで年を取っている。後述の道士と合わせて仙道と呼ばれる。
百万人に一人の確率で存在する仙人骨を持つことを大前提とし、それをエネルギーに宝貝や仙術を用いる。修行が不可欠で、何らかの理由で修行を行わなかった者は天然道士となる。通常の仙道も天然道士ほどではないが身体能力は高い。下界の人間たちにもその存在は認知されており、基本的には敬うべきものとして扱われている。
その正体は、かつて地球と同化した始祖の力が色濃く現れた存在である。
道士
弟子を持っていない仙道。普通一人前になった道士は弟子をとって仙人となるため、基本的に道士といえば弟子身分であり仙人の格下に当たることになる。聞仲や申公豹のように作中最強クラスであっても弟子をとっていなければ道士扱いとなる。
天然道士
仙人骨を持ちながら、仙人界の見落としなど何らかの理由で修行をせず、仙人骨の力が肉体の能力に還元された者。多くは強靭な肉体を持ち、異常な筋力や運動神経、耐性能力を持つ超人である。通常の仙人以上の身体能力を有すが、代わりに宝貝を使用することはできない。また、普通の人間と同じように年を取る。
仙界の存在目的の一つは、仙人骨を持つ者を早期に発見することで、天然道士となって人間界に無用の混乱を招くのを防ぐことである。
妖怪仙人
人以外の生物、あるいは無生物が1000年以上の間月日の光を浴びて魔性を帯び、最終的に人の形を取れるようになった者。正確には妖精（魔性を帯びる）→妖蘖（ようげつ、人型をとれる）→妖怪仙人（人型を常に維持できる）と格上げされる。人間と変わらぬ意思や知性を持つが、出自ゆえに残酷な素養を見せる者も少なくなく、人間には忌避されている。妖怪仙人は「半妖態（半妖形態）」と呼ばれる人間と妖怪の中間のような姿を取ることができる。半妖態は人と妖魔の強さを併せ持つとされ、戦闘になると半妖態をとる者や、あるいは十天君の多くがそうであるように普段から半妖態でいる者もいる。妖怪仙人はダメージを受けすぎると人の形を保てず本来の姿である「原型」に戻り、数年間は月日の光を浴びないと再び人の形をとることはできない。原型に戻ると、昆虫だった陳桐や無機物である王貴人のように非力で何もできなくなる者もいるが、魔家四将や趙公明のように強大な力を持つ者もいる。また原型を晒すことは妖怪仙人にとって最大の恥辱であるとされている。
仙術
仙界で宝貝が普及するより前に用いられた、自身の力のみで奇跡を起こす技術。現在では、水を酒に変えたり、楊戩の変化能力くらいしか残っていない。
しかしこれはあくまで宝貝が普及したゆえの失伝によるものであり、燃燈道人などのように、使い手によっては宝貝すら上回る奇跡を起こすなど、決してその極めた先のポテンシャルは宝貝に劣るものではない。

## 書籍情報

### 単行本
- 藤崎竜 『封神演義』 集英社〈ジャンプ・コミックス〉、全23巻
  1. 「第1部 封神計画発動」1996年11月1日発売[9]、ISBN 4-08-872141-1
  2. 「第2部 始まりの終わり」1997年1月10日発売[10]、ISBN 4-08-872142-X
  3. 「第3部 未来視たちの弁証法」1997年4月4日発売[11]、ISBN 4-08-872143-8
  4. 「第4部 武成王造反」1997年6月4日発売[12]、ISBN 4-08-872144-6
  5. 「第5部 九竜島の四聖」1997年8月4日発売[13]、ISBN 4-08-872145-4
  6. 「第6部 殷の太師」1997年10月3日発売[14]、ISBN 4-08-872146-2
  7. 「第7部 老賢人に幕は降り」1997年12月4日発売[15]、ISBN 4-08-872147-0
  8. 「第8部 殷周易姓革命」1998年3月4日発売[16]、ISBN 4-08-872529-8
  9. 「第9部 太子の選択」1998年5月1日発売[17]、ISBN 4-08-872552-2
  10. 「第10部 趙公明攻略・上」1998年7月3日発売[18]、ISBN 4-08-872575-1
  11. 「第11部 趙公明攻略・中」1998年9月2日発売[19]、ISBN 4-08-872602-2
  12. 「第12部 趙公明攻略・下」1998年11月4日発売[20]、ISBN 4-08-872627-8
  13. 「第13部 仙界大戦」1999年1月8日発売[21]、ISBN 4-08-872654-5
  14. 「第14部 十絶陣の戦い・上」1999年4月2日発売[22]、ISBN 4-08-872698-7
  15. 「第15部 十絶陣の戦い・下」1999年6月3日発売[23]、ISBN 4-08-872723-1
  16. 「第16部 死闘」1999年8月4日発売[24]、ISBN 4-08-872746-0
  17. 「第17部 風の分岐」1999年11月4日発売[25]、ISBN 4-08-872783-5
  18. 「第18部 太上老君をめぐる冒険」2000年2月2日発売[26]、ISBN 4-08-872820-3
  19. 「第19部 牧野の戦い」2000年4月4日発売[27]、ISBN 4-08-872845-9
  20. 「第20部 殷王朝滅亡」2000年6月2日発売[28]、ISBN 4-08-872871-8
  21. 「第21部 歴史の道標・上」2000年9月4日発売[29]、ISBN 4-08-873007-0
  22. 「第22部 歴史の道標・下」2000年11月2日発売[30]、ISBN 4-08-873034-8
  23. 「第23部 導きなき道へ…」2000年12月22日発売[31]、ISBN 4-08-873059-3

### 完全版
- 藤崎竜 『封神演義』 集英社〈ジャンプ・コミックス〉、全18巻
  1. 2005年7月4日発売、ISBN 4-08-873736-9
  2. 2005年7月4日発売、ISBN 4-08-873737-7
  3. 2005年8月4日発売、ISBN 4-08-873738-5
  4. 2005年8月4日発売、ISBN 4-08-873739-3
  5. 2005年9月2日発売、ISBN 4-08-873741-5
  6. 2005年9月2日発売、ISBN 4-08-873742-3
  7. 2005年10月4日発売、ISBN 4-08-873743-1
  8. 2005年10月4日発売、ISBN 4-08-873744-X
  9. 2005年11月4日発売、ISBN 4-08-873745-8
  10. 2005年11月4日発売、ISBN 4-08-873747-4
  11. 2005年12月2日発売、ISBN 4-08-873748-2
  12. 2005年12月2日発売、ISBN 4-08-873749-0
  13. 2006年1月5日発売、ISBN 4-08-873750-4
  14. 2006年1月5日発売、ISBN 4-08-873751-2
  15. 2006年2月3日発売、ISBN 4-08-873752-0
  16. 2006年2月3日発売、ISBN 4-08-873754-7
  17. 2006年3月3日発売、ISBN 4-08-873755-5
  18. 2006年4月4日発売、ISBN 4-08-873756-3
    - 「初回限定特装版」2006年4月4日発売、ISBN 4-08-908040-1

### 文庫版
- 藤崎竜 『封神演義』 集英社〈集英社文庫〉、全12巻
  1. 2015年11月18日発売[32]、ISBN 978-4-08-619584-3
  2. 2015年11月18日発売[33]、ISBN 978-4-08-619585-0
  3. 2015年12月18日発売[34]、ISBN 978-4-08-619586-7
  4. 2015年12月18日発売[35]、ISBN 978-4-08-619587-4
  5. 2016年1月15日発売[36]、ISBN 978-4-08-619588-1
  6. 2016年1月15日発売[37]、ISBN 978-4-08-619589-8
  7. 2016年2月18日発売[38]、ISBN 978-4-08-619590-4
  8. 2016年2月18日発売[39]、ISBN 978-4-08-619591-1
  9. 2016年3月18日発売[40]、ISBN 978-4-08-619592-8
  10. 2016年3月18日発売[41]、ISBN 978-4-08-619593-5
  11. 2016年4月15日発売[42]、ISBN 978-4-08-619594-2
  12. 2016年4月15日発売[43]、ISBN 978-4-08-619595-9

### その他
- 藤崎竜 『封神大全』 集英社〈ジャンプコミックスデラックス〉、1999年7月発売、ISBN 4-08-782760-7
- 藤崎竜原作、吉上亮小説 『封神演義 導なき道へ』 集英社〈JUMP j BOOKS〉、2018年6月19日発売[4]、ISBN 978-4-08-703454-7
- 藤崎竜 『封神演義外伝～仙界導書～』 集英社〈ヤングジャンプコミックス〉、2018年7月19日発売[44]、ISBN 978-4-08-891044-4

## テレビアニメ

### 仙界伝 封神演義
1999年7月3日から同年12月25日まで、アニメ『仙界伝 封神演義（せんかいでん ほうしんえんぎ）』がテレビ東京系列で放送された。全26話。英語版タイトルは『Soul Hunter』。
仙界伝版は本作から大幅な設定変更、オリジナル展開が多く加えられており、藤崎竜が単行本の巻末で「アニメは『メタメタ封神演義』である」とコメントしている。また「歴史の道標」のように歴史を陰で操る黒幕の存在も示されている。中国中央電視台(中国)でも放送された。

#### スタッフ
- 原作 - 藤崎竜（集英社「ジャンプコミックス」刊）
- 監督・シリーズ構成 - 西村純二
- キャラクターデザイン - 小島正士
- インダストリアルデザイン - 佐藤和巳
- 美術監督 - 宮前光春
- 色彩設計 - 松本真司
- 撮影監督 - 青木孝司
- 編集 - 坂本雅紀
- 音響監督 - 千葉繁
- 音楽 - 酒井良
- プロデューサー - 小林教子、豊住政弘
- 製作 - テレビ東京、スタジオディーン

#### 主題歌
オープニングテーマ「WILL」
作詞 - 鵜島仁文、米倉千尋 / 作曲 - 鵜島仁文 / 編曲 - 岩本正樹 / 歌 - 米倉千尋
エンディングテーマ「FRIENDS」
作詞・作曲・歌 - 米倉千尋 / 編曲 - 見良津健雄
挿入歌
「風の旅人」
作詞 - 只野菜摘 / 作曲・編曲 - 今泉洋 / 歌 - 山岸功
「遥かなる道は旅の途中」
作詞 - 只野菜摘 / 作曲 - Daglas Karmit / 編曲 - 今泉洋 / 歌 - 山岸功

キャラクタービデオ集・エンディングテーマ「陽のあたる場所」
作詞・作曲・歌 - 米倉千尋 / 編曲 - 門倉聡

#### 各話リスト
| 話数 | サブタイトル                       | 脚本     | 絵コンテ     | 演出         | 作画監督          | 初放送日      |
| ---- | ---------------------------------- | -------- | ------------ | ------------ | ----------------- | ------------- |
| 1    | 太公望、封神計画を授かる           | 植田浩二 | 西村純二     | 守岡博       | 小島正士          | 1999年 7月3日 |
| 2    | 太公望、最初の封神す               | 冨岡淳広 | 松下ユキヒロ | 清水明       | 加々美高浩        | 7月10日       |
| 3    | 陳塘関に宝貝人間出現す             | 十川誠志 | 横田和       | 横山広行     | 佐藤和巳          | 7月17日       |
| 4    | 陳塘関の蓮桃大戦                   | 十川誠志 | 西村純二     | 則座誠       | 笠原彰 山本佐和子 | 7月24日       |
| 5    | 西伯侯姫昌朝歌を脱出す             | 植田浩二 | 松下ユキヒロ | 守岡博       | 藤原潤            | 7月31日       |
| 6    | 雷震子、起風発雷す                 | 冨岡淳広 | 井硲清高     | 清水明       | 藤岡真紀          | 8月7日        |
| 7    | 皇后姜妃、逆賊として囚われる       | 田中哲生 | 横田和       | 横山広行     | 佐藤和巳          | 8月14日       |
| 8    | 太公望、楊戩に試される             | 田中哲生 | 松下ユキヒロ | 則座誠       | 香月邦夫          | 8月21日       |
| 9    | 黄飛虎、造反を決意す               | 植田浩二 | 西村純二     | 守岡博       | 笠原彰 山本佐和子 | 8月28日       |
| 10   | 臨潼関に快男児あらわる             | 十川誠志 | 横田和       | 清水明       | 加々美高浩        | 9月4日        |
| 11   | 太公望、黄飛虎と出会う事           | 冨岡淳広 | 松下ユキヒロ | 松下ユキヒロ | 河南正昭 服部憲知 | 9月11日       |
| 12   | 黄飛虎、聞仲、街道に対決す         | 田中哲生 | 松下ユキヒロ | 横山広行     | 佐藤和巳          | 9月18日       |
| 13   | 太公望、西伯侯姫昌と邂逅す         | 植田浩二 | 寺東克己     | 守岡博       | 香月邦夫          | 9月25日       |
| 14   | 西岐軍、北へ出陣す                 | 十川誠志 | 西村純二     | 清水明       | 藤岡真紀          | 10月2日       |
| 15   | 四聖猛攻                           | 冨岡淳広 | 松下ユキヒロ | 則座誠       | 笠原彰 山本佐和子 | 10月9日       |
| 16   | 四聖封神                           | 冨岡淳広 | 松下ユキヒロ | 松下ユキヒロ | 外崎春雄          | 10月16日      |
| 17   | 弦、崇城に流るる事                 | 十川誠志 | 守岡博       | 守岡博       | 佐藤和巳          | 10月23日      |
| 18   | 兄弟、荒野に帰還す                 | 植田浩二 | 松下ユキヒロ | 横山広行     | 香月邦夫          | 10月30日      |
| 19   | 朝歌炎上                           | 田中哲生 | 西村純二     | 清水明       | 加々美高浩        | 11月6日       |
| 20   | 殷王朝滅亡す                       | 田中哲生 | 松下ユキヒロ | 則座誠       | 笠原彰 山本佐和子 | 11月13日      |
| 21   | 妲己封神                           | 植田浩二 | 西村純二     | 守岡博       | 外崎春雄          | 11月20日      |
| 22   | 崑崙山攻防戦                       | 冨岡淳広 | 松下ユキヒロ | 松下ユキヒロ | 河南正昭 服部憲知 | 11月27日      |
| 23   | 太公望、玉虚宮に進退窮まる         | 十川誠志 | 西村純二     | 横山広行     | 佐藤和巳          | 12月4日       |
| 24   | 元始天尊、太公望に未来を見せる事   | 十川誠志 | 松下ユキヒロ | 清水明       | 香月邦夫          | 12月11日      |
| 25   | 太公望、追憶の川に釣り針を降ろす事 | 植田浩二 | 西村純二     | 則座誠       | 笠原彰            | 12月18日      |
| 26   | 太公望、道を示す事                 | 冨岡淳広 | 西村純二     | 守岡博       | 小島正士          | 12月25日      |

| テレビ東京 土曜7:00 - 7:30 | テレビ東京 土曜7:00 - 7:30 | テレビ東京 土曜7:00 - 7:30 |
| 前番組                     | 番組名                     | 次番組                     |
| -------------------------- | -------------------------- | -------------------------- |
| マジック・スクール・バス   | 仙界伝 封神演義            | モンキーマジック           |

#### 関連商品

##### CDブック
- 仙界伝封神演義外伝第壱章
- 仙界伝封神演義外伝第弐章
- 仙界伝封神演義外伝第三章
- 仙界伝封神演義新章

### 覇穹 封神演義
2017年8月3日に再TVアニメ化が発表されると同時に公式ツイッターが開設され、2018年1月から6月にかけてアニメ『覇穹 封神演義（はきゅう ほうしんえんぎ）』がTOKYO MX・サンテレビ・KBS京都・BS11にて放送された。
原作の中盤にあたる「仙界大戦」を中心にすることが明言されている。「仙界伝」の続きという形ではなく、原作冒頭から開始という形を取っているため、それにより物語序盤から中盤（仙界大戦）に移る部分で展開速度のペースを上げている。その関係上、仙界大戦に影響する人物を中心にしており、アバンでは物語のかなり先の話の1シーンが描かれ、仙界大戦以前の物語自体も大幅にカットする構成を取っている（「覇穹」においては7話より仙界大戦に入る）。そのため、原作と比較して時系列の前後関係に矛盾する点が数多く存在する。
作画や仙界大戦のみ原作に近い進行をするが、前半を大幅にカットした為に中心人物が登場しない、ほぼ全てのキャラクターが原作を知らない人には全くわからない状況になるなど、そもそもの構成が破綻しており、最終回に於いても物語中の伏線をほぼ解決出来ずに終わってしまっている。
アニメ内で描けなかったエピソードやキャラクターについては、スマートフォン用アプリゲーム『覇穹 封神演義 ～センカイクロニクル～』で取り上げる。

#### スタッフ（覇穹）
- 原作 - 藤崎竜[5]
- 監督 - 相澤伽月[5]
- シリーズ構成 - 高橋ナツコ[5]
- 脚本 - 高橋ナツコ、大草芳樹、池田臨太郎[5]
- キャラクターデザイン - 山下喜光[5]
- サブキャラクターデザイン - 遠藤大輔
- プロップデザイン - 堤谷典子
- デザインワークス - 半谷恵介
- 色彩設計 - 小島真喜子
- 美術監督 - 高峯義人
- 美術設定 - 天田俊貴
- 撮影監督 - 元木洋介
- CG監督 - 後藤和史
- 編集 - 黒澤雅之
- 音響監督 - 明田川仁
- 音楽 - 井内舞子[5]
- 音楽プロデューサー - 藤平直孝
- 音楽制作 - NBCユニバーサル・エンターテイメントジャパン
- プロデューサー - 杉本美佳、小玉慶太、兼光一博、鈴木寿広
- アニメーションプロデューサー - 丸亮二
- アニメーション制作 - C-Station[5]
- 製作 - 「覇穹 封神演義」製作委員会

#### 主題歌（覇穹）
オープニングテーマ
「Keep the Heat and Fire Yourself Up」（第1話 - 第13話）
作詞・作曲・編曲・歌 - Fear, and Loathing in Las Vegas
「Treasure in Your Hands」（第14話 - 第23話）
作詞・作曲・編曲・歌唱 - Fear, and Loathing in Las Vegas
エンディングテーマ
「間遠い未来」（第2話 - 第13話）
作詞・歌 - やなぎなぎ / 作曲・編曲 - 黒石ひとみ
「無形のアウトライン」（第14話 - 第22話）
作詞・歌唱 - やなぎなぎ / 作曲 - 石川智晶 / 編曲 - 土屋学

#### 各話リスト（覇穹）
| 話数 | サブタイトル           | 脚本       | 絵コンテ            | 演出             | 作画監督                                                                      | 総作画監督          | 初放送日       |
| ---- | ---------------------- | ---------- | ------------------- | ---------------- | ----------------------------------------------------------------------------- | ------------------- | -------------- |
| 1    | 封神の書               | 高橋ナツコ | 相澤伽月            | 相澤伽月         | 遠藤大輔 長谷川早紀                                                           | 山下喜光            | 2018年 1月12日 |
| 2    | 哪吒                   | 高橋ナツコ | 相澤伽月            | 立仙裕俊         | 番由紀子 渡邉亜彩美 山中いづみ                                                | 山下喜光            | 1月19日        |
| 3    | 楊戩                   | 大草芳樹   | 葛谷直行            | 福島利規         | 井口忠一 志水よしこ                                                           | 山下喜光            | 1月26日        |
| 4    | 武成王造反             | 大草芳樹   | 神保昌登            | 神保昌登         | 渡邉亜彩美 江森真理子                                                         | 山下喜光            | 2月2日         |
| 5    | 二つの道               | 高橋ナツコ | 竹之内和久          | 立仙裕俊         | 遠藤大輔 塚越修平 山中いづみ                                                  | 山下喜光 番由紀子   | 2月9日         |
| 6    | 老賢人に幕は降り       | 大草芳樹   | 渡辺正樹            | 菱川直樹         | 向山祐治 門智昭                                                               | 山下喜光 渡邉亜彩美 | 2月16日        |
| 7    | 仙界大戦、開幕!!       | 池田臨太郎 | 相澤伽月            | 川奈可奈         | 遠藤大輔 山中いづみ 吉川大照                                                  | 山下喜光 渡邉亜彩美 | 2月23日        |
| 8    | 十絶陣の戦い           | 高橋ナツコ | 小川治人            | 山口頼房         | 塚越修平 山中いづみ 井本美穂 江森真理子                                       | 山下喜光 渡邉亜彩美 | 3月2日         |
| 9    | 神経衰弱               | 大草芳樹   | 葛谷直行            | いわたかずや     | 大高雄太 小田真弓 田中穣                                                      | 山下喜光 渡邉亜彩美 | 3月9日         |
| 10   | 血の雨                 | 池田臨太郎 | 神保昌登            | 神保昌登         | 二松真理 高野ゆかり                                                           | 山下喜光            | 3月16日        |
| 11   | 虫                     | 大草芳樹   | 竹之内和久          | 山口頼房         | 遠藤大輔 井本美穂 山中いづみ 高井里沙                                         | 山下喜光 渡邉亜彩美 | 3月23日        |
| 12   | ニューロマンティック   | 池田臨太郎 | 葛谷直行            | 松永真彦         | 渡邉慶子                                                                      | 山下喜光 番由紀子   | 3月30日        |
| 13   | 鏡                     | 大草芳樹   | 相澤伽月            | 川奈可奈         | 渡邉亜彩美                                                                    | 山下喜光            | 4月13日        |
| 14   | 寄生                   | 高橋ナツコ | 田村正文            | 田村正文         | 遠藤大輔 山中いづみ 高井里沙 井本美穂                                         | 山下喜光 番由紀子   | 4月20日        |
| 15   | SHADOW/光              | 池田臨太郎 | 葛谷直行            | 山口頼房         | 堤谷典子 遠藤大輔 井本美穂 塚越修平 高井里沙 高野ゆかり 山中いづみ 渡邉亜彩美 | 山下喜光 渡邉亜彩美 | 5月4日         |
| 16   | 通天教主               | 高橋ナツコ | 小寺勝之            | ながはまのりひこ | 飯飼一幸 竹島照子                                                             | 山下喜光 渡邉亜彩美 | 5月11日        |
| 17   | 普賢真人               | 大草芳樹   | 田村正文            | 川奈可奈         | 山中いづみ 遠藤大輔 塚越修平                                                  | 山下喜光 渡邉亜彩美 | 5月18日        |
| 18   | 死闘                   | 池田臨太郎 | 小寺勝之            | 浅野景利         | 堤谷典子 井本美穂 遠藤大輔 高井里沙 山中いづみ                                | 山下喜光 番由紀子   | 5月25日        |
| 19   | 聞仲                   | 大草芳樹   | 葛谷直行            | 浅野景利         | 遠藤大輔 山中いづみ 堤谷典子 井本美穂 塚越修平                                | 山下喜光 渡邉亜彩美 | 6月1日         |
| 20   | 星降る時               | 高橋ナツコ | 小寺勝之            | 川奈可奈         | 遠藤大輔 井本美穂 高井里沙 堤谷典子 近藤律子 塚越修平 湯本雅子 渡邉亜彩美     | 山下喜光 渡邉亜彩美 | 6月8日         |
| 21   | 閃光・静寂・そして…    | 池田臨太郎 | 田村正文            | 田村正文         | 山中いづみ 遠藤大輔 塚越修平 井本美穂 堤谷典子 近藤律子                       | 山下喜光 渡邉亜彩美 | 6月15日        |
| 22   | 武雄封神               | 大草芳樹   | 神保昌登 藤木かほる | 神保昌登         | 藤木かほる                                                                    | 山下喜光 渡邉亜彩美 | 6月22日        |
| 23   | 老いたる象徴と風の分岐 | 高橋ナツコ | 相澤伽月            | 相澤伽月         | 遠藤大輔 堤谷典子 近藤律子 井本美穂 塚越修平 高井里沙 渡邉亜彩美              | 山下喜光 渡邉亜彩美 | 6月29日        |

地上波・AbemaTVでは第6話の翌週に振り返り特番、第14話の翌週に総集編が放送された。

#### 放送局
| 放送期間                | 放送時間                     | 放送局     | 対象地域 | 備考                      |
| ----------------------- | ---------------------------- | ---------- | -------- | ------------------------- |
| 2018年1月12日 - 6月29日 | 金曜 22:00 - 22:30           | TOKYO MX   | 東京都   |                           |
| 2018年1月13日 - 6月30日 | 土曜 0:00 - 0:30（金曜深夜） | サンテレビ | 兵庫県   |                           |
|                         |                              | KBS京都    | 京都府   |                           |
|                         | 土曜 1:30 - 2:00（金曜深夜） | BS11       | 日本全域 | BS放送 / 『ANIME+』枠     |
|                         | 土曜 20:00 - 20:30           | AT-X       | 日本全域 | CS放送 / リピート放送あり |

インターネットでは、AbemaTVが独占配信を結び、地上波と同時配信された。放送後1週間はAbemaビデオでも無料配信される。

#### BD / DVD
| 巻 | 発売日         | 収録話                                 | 規格品番  | 規格品番  |
| 巻 | 発売日         | 収録話                                 | BD限定版  | DVD限定版 |
| -- | -------------- | -------------------------------------- | --------- | --------- |
| 1  | 2018年3月28日  | 第1話 - 第3話                          | GNXA-2061 | GNBA-2691 |
| 2  | 2018年4月27日  | 第4話 - 第6話                          | GNXA-2062 | GNBA-2692 |
| 3  | 2018年5月30日  | 第7話 - 第9話                          | GNXA-2063 | GNBA-2693 |
| 4  | 2018年6月27日  | 第10話 - 第12話                        | GNXA-2064 | GNBA-2694 |
| 5  | 2018年7月27日  | 第13話 - 第15話                        | GNXA-2065 | GNBA-2695 |
| 6  | 2018年8月29日  | 第16話 - 第18話                        | GNXA-2066 | GNBA-2696 |
| 7  | 2018年9月28日  | 第19話 - 第21話                        | GNXA-2067 | GNBA-2697 |
| 8  | 2018年10月31日 | 第22話 - 第23話 スペシャル・エピソード | GNXA-2068 | GNBA-2698 |

## 異説 封神演義
本編の連載終了後、後述のゲーム作品『仙界通録正史 〜TVアニメーション仙界伝封神演義より〜』の発売に合わせて読み切り作品『異説 封神演義（いせつ ほうしんえんぎ）』が『週刊少年ジャンプ』2001年5・6合併号に掲載された。
扉絵では「別の解釈を元に描かれた『別モノ』として読んでいただければ幸いです」という作者のコメントが載せられている。藤崎竜短編集第2巻『DRAMATIC IRONY』及び作品集第3巻『天球儀』に収録されている。

## ゲーム
『仙界伝』を元にしたゲーム作品とされ、各タイトルに「TVアニメーション仙界伝封神演義より」とあるが、上記のアニメ版ではなく原作の設定にほぼ準じている。また、ゲーム版のみ登場するキャラクターがいる。いずれも販売はバンダイ。
仙界伝 封神演義
2000年2月24日発売のワンダースワン用ソフト。原作開始前が舞台。仲間にできるキャラは一人。
仙界大戦 〜TVアニメーション仙界伝封神演義より〜
2000年6月29日発売のPlayStation用ソフト。原作のストーリーをアレンジし、進めていくRPG。ただし、自由度はきわめて低い。
仙界異聞録 準提大戦 〜TVアニメーション「仙界伝封神演義」より〜
2000年11月24日発売のゲームボーイカラー用ソフト。
仙界伝弍 〜TVアニメーション仙界伝封神演義より〜
2000年12月21日発売のワンダースワン用ソフト。原作の数年後の話であり、青年へと成長を遂げた飛刀を振るう天然道士・黄天祥を主人公に展開されるRPG。仲間にできるキャラが二人になった。完全オリジナルストーリー。
仙界通録正史 〜TVアニメーション仙界伝封神演義より〜
2001年3月29日発売のPlayStation用ソフト。原作の話をある程度サウンドノベル形式で綴った中、台詞を他のものに変えて楽しむゲーム。収録エピソードは、『仙界伝封神演義』ではアニメ化されなかった、原作中盤（趙公明編）以降から主に選出されている。十天君など、本作で初めて声優がついた登場人物も少なくない。パスワードにより自分の作った話を同じソフトを持つ他の人に見せることができる。
覇穹 封神演義 〜センカイクロニクル〜
2019年1月8日に配信のスマートフォンゲーム。同ゲームと連動したラジオ番組『覇穹 封神演義 〜センカイクロニクル〜 presents 高梨謙吾・松澤千晶のセンクロレディオ』が2018年10月6日から12月29日まで超!A&G+で毎週土曜日 14：00 - 14：30 の枠で配信、音泉では毎週土曜日 14：30 から最新回を1週間オンデマンド配信していた。パーソナリティは高梨謙吾、松澤千晶。動画番組『覇穹 封神演義 〜センカイクロニクル〜 presents 高梨謙吾・松澤千晶のセンクロ情報局』は、ゲーム公式YouTubeチャンネルにて、ラジオ番組配信後に随時配信された。

## ミュージカル
ミュージカル 封神演義-目覚めの刻-
2019年1月13日から20日にかけて、EX THEATER ROPPONGIにて公演。
スタッフ（目覚めの刻）
- 原作：藤崎竜（集英社文庫コミック版）/ 安能務訳「封神演義」より
- 脚本：丸尾丸一郎
- 演出：吉谷光太郎

ミュージカル 封神演義-開戦の前奏曲（プレリュード）-
2020年10月25日の17:30の回のみ、品川プリンスホテルステラボールにて公演。当初の予定では2020年10月23日から11月2日まで同会場で、11月6日から8日までCOOL JAPAN PARK OSAKA WWホールでの公演も準備されていたが、10月23日から10月25日12:30までの公演と10月26日以降の全公演は、新型コロナウイルス感染症の影響で中止になった。初日（25日）にゲネプロ公演を収録していたので、映像ソフトの発売や配信は通常通り行われた。
スタッフ（開戦の前奏曲）
- 原作：藤崎竜（集英社文庫コミック版）/ 安能務訳「封神演義」より
- 脚本：葛木英
- 演出：吉谷光太郎